# Présidence de Richard Nixon
37e président des États-Unis
Présidence de Lyndon B. Johnson Présidence de Gerald Ford
La présidence de Richard Nixon débuta le 20 janvier 1969, date de l'investiture de Richard Nixon en tant que 37e président des États-Unis, et prit fin avec la démission de ce dernier le 9 août 1974. Membre du Parti républicain et ancien vice-président de Dwight D. Eisenhower, Nixon entra en fonction après avoir battu le vice-président démocrate Hubert Humphrey à l'élection présidentielle de 1968. Quatre ans plus tard, il fut réélu à une écrasante majorité face au candidat démocrate George McGovern.
Nixon fut particulièrement actif en politique étrangère. Dans le contexte de la guerre froide, il poursuivit la détente avec la Chine, notamment en prenant avantage de la rupture sino-soviétique, et apaisa les tensions avec l'URSS en ratifiant avec Moscou les traités ABM et SALT I qui instauraient un contrôle sur les armements. Il mit également en place une doctrine Nixon qui visait à réduire l'engagement militaire américain dans le monde ; la période de vietnamisation de la guerre du Viêt Nam en est l'exemple le plus marquant. Après d'intenses négociations avec le gouvernement nord-vietnamien, Nixon retira les derniers contingents américains du pays en 1973 et mit fin à la conscription. Le Congrès profita de l'occasion pour légiférer sur la limitation des pouvoirs de guerre du président, contre la volonté de Nixon.
Alors que son prédécesseur Lyndon B. Johnson avait mis en œuvre le programme de la Grande société comprenant de nombreuses mesures financées par le gouvernement fédéral, Nixon lui supplanta un nouveau programme intitulé New Federalism (en) qui accordait plus de pouvoir aux gouvernements étatiques et locaux. Il se heurta toutefois fréquemment au Congrès à majorité démocrate qui n'hésitait pas à outrepasser le veto du président. En conséquence, la réforme de l'État-providence voulue par Nixon fut rejetée par les parlementaires qui adoptèrent cependant l'une de ses propositions sous la forme d'une aide aux personnes âgées ou handicapées à faibles revenus. Au sujet de la déségrégation des écoles publiques du Sud, son administration fit « profil bas » afin de ne pas s'aliéner l'électorat blanc sudiste, mais fit appliquer les décisions de justice en faveur de la mixité raciale dans les établissements scolaires et mit en place une politique de discrimination positive, première du genre aux États-Unis. Le mandat de Nixon vit également la création de l'Agence de protection de l'environnement, l'entrée en vigueur de la loi sur la protection de l'eau (adoptée en dépit du veto présidentiel) et l'alunissage de la mission Apollo 11 sur la Lune. L'économie entra quant à elle dans une période de stagflation qui persista tout au long des années 1970.
À partir de 1973, Nixon dut consacrer de plus en plus d'attention au scandale du Watergate dans lequel son administration était engluée. Afin d'affaiblir l'opposition lors de l'élection présidentielle de 1972, la Maison-Blanche avait commandité une série d'opérations illégales qui débouchèrent sur l'arrestation d'une équipe de cambrioleurs au siège du Parti démocrate. Nixon nia toute implication mais le Congrès, qui s'intéressait de près à l'affaire, obtint la preuve que le président avait eu connaissance très tôt des cambriolages et avait tenté d'étouffer l'affaire, ce qui justifia le lancement d'une procédure d'impeachment à son égard. Devant la quasi-certitude d'une destitution, Nixon démissionna avant la fin de son second mandat, neuf mois après son vice-président Spiro Agnew. Nixon fut remplacé par Gerald Ford qu'il avait choisi pour succéder à Agnew en 1973. Les circonstances liées à son départ ont souvent éclipsé son bilan politique et, si certains historiens tendent aujourd'hui à réévaluer l'héritage de Nixon, la plupart le considèrent comme un président inférieur à la moyenne.

## Élection présidentielle de 1968

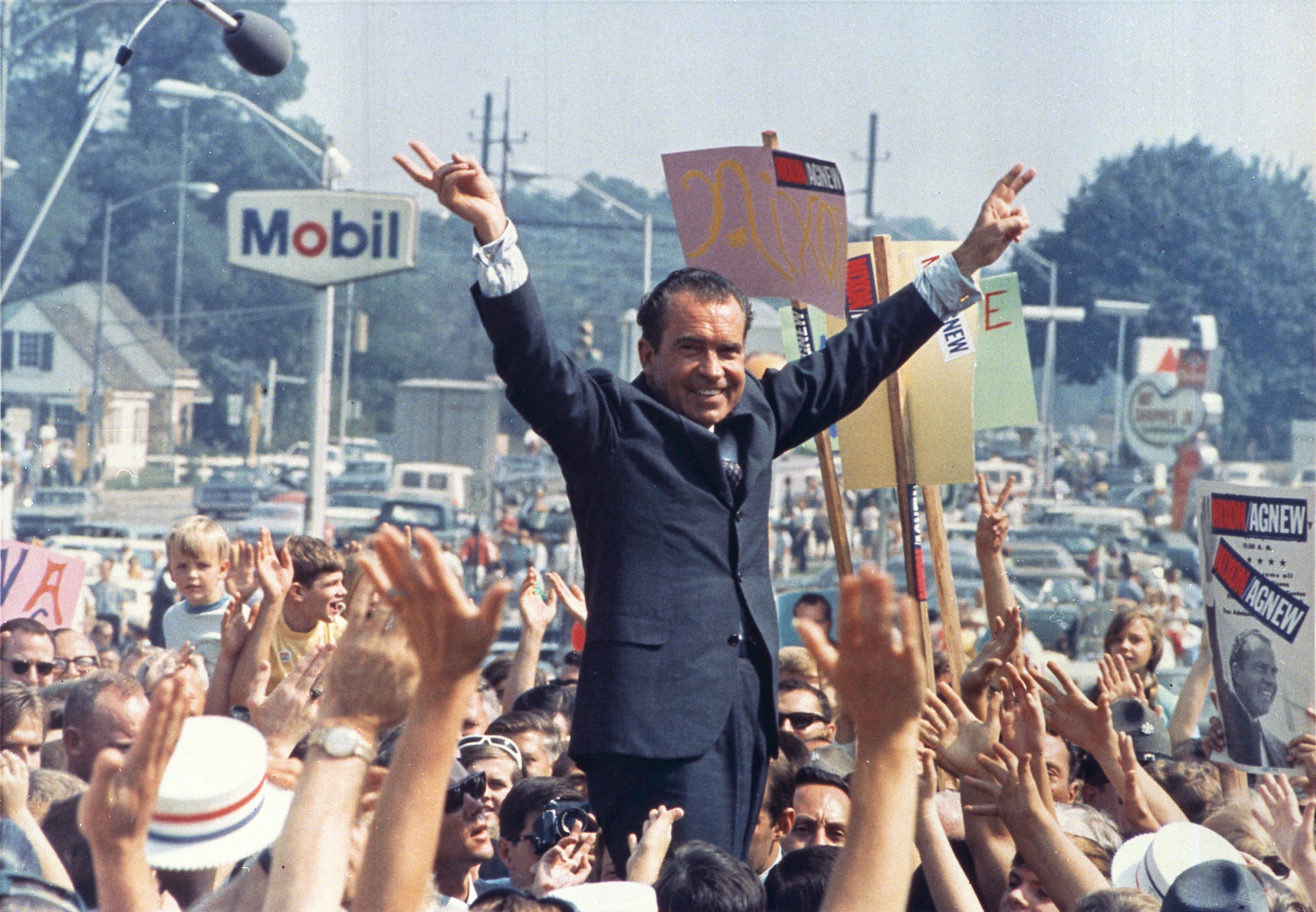
Richard Nixon en campagne durant l'été 1968.

Vice-président des États-Unis de 1953 à 1961, Richard Nixon avait été battu à l'élection présidentielle de 1960 par le candidat démocrate John F. Kennedy. Après une assez longue « traversée du désert », Nixon revint dans le jeu politique et devint rapidement l'une des figures les plus en vue du Parti républicain, où il jouissait d'une popularité importante aussi bien chez les modérés que chez les conservateurs. L'année précédant l'ouverture de la convention nationale républicaine de 1968, le gouverneur du Michigan George W. Romney émergea comme favori dans la course à l'investiture présidentielle mais ses déclarations sur la guerre du Viêt Nam firent sombrer sa campagne. Au moment de se déclarer candidat à l'élection présidentielle de 1968, Nixon considérait que comme les démocrates étaient divisés sur la question du Viêt Nam, un républicain pouvait remporter l'élection même s'il s'attendait à un score aussi serré qu'en 1960. Très vite, Nixon s'imposa comme le plus sérieux des candidats en remportant une série de victoires lors des primaires. Ses principaux rivaux pour la nomination républicaine étaient le gouverneur de Californie Ronald Reagan, très populaire chez les conservateurs, et le gouverneur de l'État de New York Nelson Rockefeller qui disposait de nombreux soutiens au sein de l'aile modérée du parti.
La convention républicaine se déroula au mois d'août à Miami Beach, en Floride. Reagan et Rockefeller tentèrent de s'unir pour contrer Nixon, mais cette manœuvre n'eut pas de suite et Nixon emporta la nomination dès le premier tour de scrutin. Il désigna le gouverneur du Maryland Spiro Agnew comme colistier. Nixon pensait que ce choix permettrait d'unifier le parti, en ralliant à sa candidature les républicains modérés et les sudistes déçus par les démocrates. Toutefois, la présence d'Agnew sur le ticket fut accueillie avec beaucoup de scepticisme ; un éditorial du Washington Post décrivit même Agnew comme « la nomination politique la plus excentrique depuis celle du cheval de l'empereur romain Caligula comme consul ». Dans son discours de remerciement, Nixon voulut transmettre un message d'espoir : 

« Nous tendons la main de l'amitié à tout le monde. Au peuple soviétique. Au peuple chinois. À tous les peuples du monde ; et nous travaillons ensemble à construire un monde ouvert, un ciel ouvert, des villes ouvertes, des cœurs ouverts, des esprits ouverts. »

Au début de l'année 1968, la plupart des démocrates s'attendaient à ce que le président Lyndon B. Johnson sollicite un second mandat complet. Toutefois, la candidature du sénateur Eugene McCarthy, opposé à la guerre du Viêt Nam et qui s'était lancé dans la course à l'investiture démocrate à la fin du mois de novembre, bouleversa la situation. Le 12 mars 1968, McCarthy fut battu de justesse par Johnson lors de la primaire du New Hampshire, remportant 42 % des suffrages contre 49 % pour Johnson. Ce résultat surprit les dirigeants du parti et incita le sénateur Robert F. Kennedy à entrer dans la course. Deux semaines plus tard, Johnson stupéfia la nation tout entière en annonçant qu'il ne serait pas candidat à un nouveau mandat. Dans les semaines suivantes, la dynamique de campagne qui avait jusque là bénéficié à McCarthy bascula en faveur de Kennedy. En avril, ce fut au tour du vice-président Hubert Humphrey d'annoncer sa candidature, à laquelle se rallièrent sur-le-champ les anciens partisans de Johnson. Kennedy fut assassiné en juin 1968 par Sirhan Sirhan et la primaire se résuma alors à un duel entre Humphrey et McCarthy.
À la convention nationale démocrate qui se tint au mois d'août à Chicago, Humphrey remporta finalement la nomination et choisit le sénateur du Maine Edmund Muskie comme candidat à la vice-présidence. À l'extérieur du bâtiment dans lequel se déroulait la convention, des milliers de manifestants qui s'étaient rassemblés pour protester contre la guerre du Viêt Nam furent brutalement dispersés par la police. Les scènes de violence, retransmises dans le monde entier à la télévision, handicapèrent fortement la campagne d'Humphrey. Dans les sondages effectués le lendemain de la convention, Humphrey était distancé d'une vingtaine de points par Nixon. En plus des candidats de chacun des deux grands partis, la campagne fut marquée par l'apparition d'un troisième homme, l'ancien gouverneur de l'Alabama George Wallace, un partisan notoire de la ségrégation, qui se présentait sous la bannière du Parti indépendant américain. Wallace ne se faisait pas d'illusion sur ses chances de remporter l'élection présidentielle, mais il espérait réaliser un score suffisamment important pour empêcher les deux principaux candidats d'emporter la majorité absolue du collège électoral ; une telle situation obligerait en effet la tenue d'un nouveau scrutin à la Chambre des représentants où les partisans de Wallace seraient en mesure d'obtenir des concessions en échange de leur soutien.

Résultats de l'élection présidentielle américaine de 1968.

Les assassinats de Kennedy et de Martin Luther King, le mécontentement lié à la guerre du Viêt Nam, le déroulement houleux de la convention démocrate et les émeutes survenues dans différentes villes firent de l'année 1968 la plus tumultueuse de la décennie. Tout au long de la campagne, Nixon se présenta comme un modèle de stabilité dans une période d'agitation et de contestations à l'échelle du pays. Il fit appel à ce qu'il désigna plus tard comme une « majorité silencieuse » des Américains sociaux-conservateurs qui rejetaient la contre-culture hippie et l'opposition à la guerre du Viêt Nam. Agnew devint un influent détracteur de ces groupes et permit à Nixon de renforcer sa position sur la droite de son parti. Nixon mena une importante campagne de publicité télévisuelle où il rencontrait ses partisans devant les caméras. Il promit une « paix honorable » au Viêt Nam et proclama qu'« une nouvelle direction mettrait fin à la guerre et gagnerait la paix dans le Pacifique ». Il n'expliqua pas précisément comment il espérait terminer la guerre, ce qui poussa les médias à supposer qu'il avait un « plan secret ».
Dans les dernières semaines de la campagne, Humphrey prit ses distances avec la politique de Johnson au Viêt Nam, ce qui lui permit de rattraper en partie son retard sur Nixon. De son côté, Johnson espérait obtenir la signature d'une trêve avant l'élection. L'équipe de campagne de Nixon interféra dans les négociations en cours entre l'administration Johnson et les Sud-Vietnamiens par l'intermédiaire d'Anna Chennault, qui conseilla à ces derniers de ne pas se rendre aux discussions organisées à Paris en avançant que Nixon leur offrirait des conditions plus favorables,. L'échec des négociations de paix stoppa la remontée de Humphrey dans les sondages. Le jour de l'élection, Nixon arriva en tête avec 511 944 voix d'avance, soit 43,6 % des suffrages contre 42,7 % pour Humphrey. Sa victoire au sein du collège électoral fut plus confortable avec 301 votes de grands électeurs contre 191 pour Humphrey et 46 pour Wallace,. La plupart des électeurs blancs et notamment ceux du Sud qui votaient traditionnellement pour le Parti démocrate apportèrent leur suffrage à Nixon, alors que les Afro-Américains avaient voté en majorité pour Humphrey. Dans son discours de victoire, Nixon promit que son administration essaierait de « rassembler la nation divisée ». Malgré la victoire de Nixon, les républicains restèrent minoritaires au Sénat et à la Chambre des représentants.

## Investiture

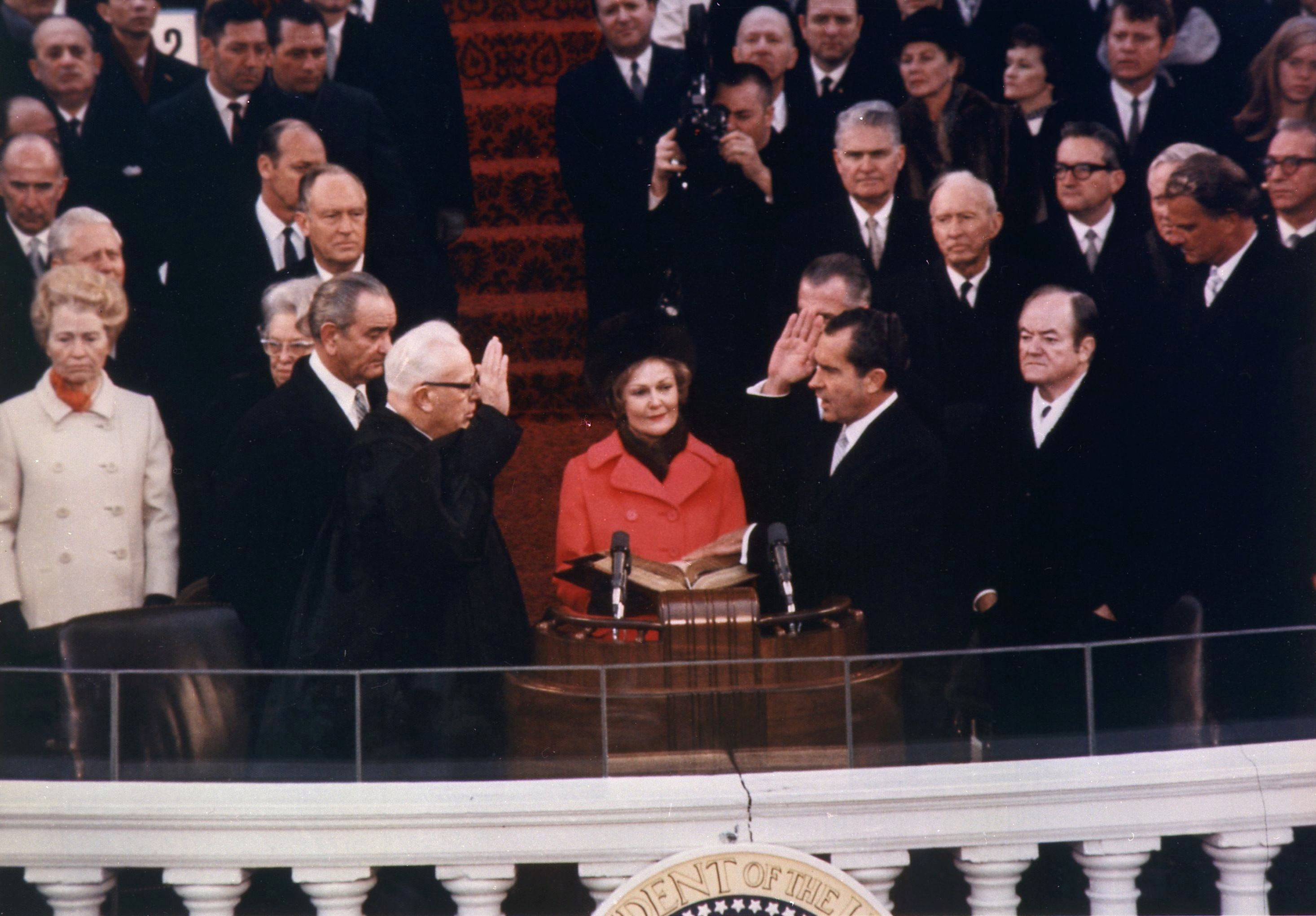
Investiture de Richard Nixon le 20 janvier 1969.

Nixon fut investi en tant que 37e président des États-Unis le 20 janvier 1969, sous l'autorité du juge en chef Earl Warren. Son épouse Pat Nixon ouvrit les bibles de la famille au livre d'Ésaïe 2,4 qui indiquait « Ils forgeront leurs épées en socs de charrue ; et leurs lances en serpes ». Dans son discours d'investiture qui fut unanimement salué, Nixon remarqua que « le plus grand honneur que l'histoire peut conférer est le titre de pacificateur ». Il appela à transformer les politiques partisanes en une nouvelle ère d'unité :

« Dans ces temps difficiles, l'Amérique a souffert d'une fièvre de paroles ; des rhétoriques prétentieuses qui promettent plus que ce qui est possible ; des rhétoriques enflammées qui transforment le mécontentement en haine ; des rhétoriques pompeuses élégantes mais vides. Nous ne pourrons apprendre l'un de l'autre que quand nous arrêterons de nous invectiver, quand nous parlerons suffisamment calmement pour que nos mots soient entendus aussi bien que nos voix. »

## Composition du gouvernement
Nixon prit toutes les décisions importantes de sa présidence en s'appuyant davantage sur le bureau exécutif du président que sur son cabinet. Le chef de cabinet de la Maison-Blanche H. R. Haldeman et le conseiller John Ehrlichman furent les membres les plus influents de l'équipe présidentielle en matière de politique intérieure, et la plupart des interactions de Nixon avec le reste du personnel se faisaient par l'intermédiaire d'Haldeman. Au début du mandat de Nixon, l'économiste conservateur Arthur F. Burns et le progressiste Daniel Patrick Moynihan, un ancien fonctionnaire de l'administration Johnson, jouèrent un rôle important dans l'entourage du président mais tous deux quittèrent leur fonction avant la fin de l'année 1970. Un autre conservateur, l'avocat Charles Colson, rejoignit l'administration en novembre 1969 et devint à son tour un conseiller influent. Contrairement à la plupart des membres du cabinet, le procureur général John N. Mitchell disposait d'une autorité certaine au sein de la Maison-Blanche et s'occupa de la sélection des candidats potentiels à la Cour suprême.
En politique étrangère, Nixon renforça considérablement le rôle du conseil de sécurité nationale dirigé par Henry Kissinger. Le premier secrétaire d'État de Nixon, William P. Rogers, fut largement marginalisé durant toute la durée de sa présence au cabinet ; Kissinger le remplaça en 1973 à la tête du département d'État, tout en gardant ses fonctions de conseiller à la sécurité nationale. Nixon réorganisa le Bureau of Budget qui devint le Bureau de la gestion et du budget, avec des responsabilités accrues, concentrant un peu plus le pouvoir exécutif au sein de la Maison-Blanche. Il créa aussi le Conseil national pour coordonner et élaborer la politique intérieure de l'administration. Nixon tenta également d'exercer un contrôle plus centralisé sur les services de renseignement, mais ses réformes dans ce domaine se soldèrent globalement par un échec, notamment en raison de l'opposition du directeur du FBI J. Edgar Hoover. Malgré cette concentration de plus en plus importante du pouvoir à la Maison-Blanche, Nixon délégua en grande partie la gestion des affaires intérieures à son cabinet, en particulier sur des sujets pour lesquels il ne manifestait que peu d'intérêt comme l'environnement. Dans un mémoire de 1970 adressé à ses principaux assistants, il déclara qu'à l'exception de la criminalité, l'intégration des écoles du Sud et les questions économiques, « je ne suis intéressé que lorsque nous réalisons une avancée majeure ou que nous subissons un échec retentissant. Autrement, ce n'est pas la peine de me déranger ».
Nixon voulait qu'un démocrate de premier plan, à l'instar d'Humphrey ou de Sargent Shriver, intègre son gouvernement et il parvint finalement en 1971 à convaincre l'ancien gouverneur du Texas John Connally de devenir son secrétaire au Trésor. Connally devint en peu de temps l'un des membres les plus puissants du cabinet et il supervisa la politique économique de l'administration Nixon. Nixon recruta aussi son ancien rival à la primaire républicaine de 1968, George W. Romney, qui fut nommé secrétaire au Logement et au Développement urbain. Romney et le secrétaire aux Transports John Volpe se querellèrent avec Nixon lorsque ce dernier décida de réduire le budget alloué à leurs départements respectifs. Nixon ne nomma aucune femme ni aucun Afro-Américain dans son cabinet, bien qu'ayant proposé un poste à Whitney Young, l'un des chefs de file du mouvement des droits civiques. Le premier cabinet de Nixon contenait par ailleurs un nombre inhabituellement peu élevé de diplômés de l'Ivy League, les huit plus grandes universités américaines, à l'exception de George P. Shultz, qui occupa successivement trois ministères sous la présidence de Nixon. En 1973, éclaboussé par le scandale du Watergate, Nixon accepta les démissions d'Haldeman, Ehrlichman et de Richard Kleindienst, qui avait succédé à Mitchell au poste de procureur général. Haldeman fut remplacé par Alexander Haig, qui s'imposa comme la principale figure de l'administration à la fin du mandat de Nixon, alors que le président était de plus en plus accaparé par l'affaire du Watergate.
Au milieu de l'année 1973, le vice-président Spiro Agnew fut cité dans une affaire de corruption impliquant des fonctionnaires, des architectes, des ingénieurs et des entrepreneurs du bâtiment dans le Maryland. Il fut accusé d'avoir accepté des pots-de-vin en échange de contrats du temps où il était administrateur du comté de Baltimore, puis gouverneur du Maryland et enfin vice-président. Le 10 octobre 1973, il devint le second vice-président de l'histoire américaine à démissionner en cours de mandat, après John C. Calhoun en 1832. Il ne contesta pas l'accusation d'évasion fiscale et fut condamné à payer une amende de 10 000 dollars, ce qui lui permit d'éviter la prison. Conformément au 25e amendement, Nixon nomma Gerald Ford, le très respecté chef de la minorité républicaine à la Chambre des représentants, pour remplacer Agnew au poste de vice-président. Cette nomination fut validée par le Congrès et Ford prit ses fonctions le 6 décembre 1973.

Le cabinet Nixon en 1972.

## Nominations judiciaires

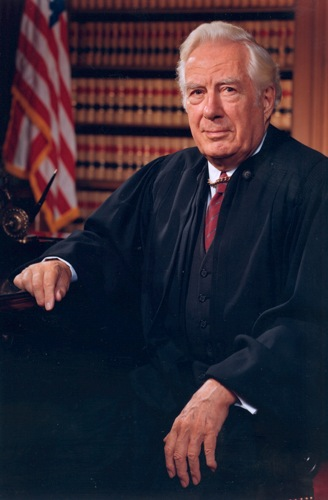
Le juge en chef Warren Earl Burger, en fonction de 1969 à 1986.

Nixon nomma quatre juges à la Cour suprême sous sa présidence, ce qui eut pour effet d'orienter la Cour dans une direction plus conservatrice que sous l'ère libérale du juge en chef Warren.
Le Sénat ayant rejeté la candidature du juge associé Abe Fortas, proposée par le président Johnson, pour occuper le poste de juge en chef laissé vacant par le départ à la retraite de Earl Warren, Nixon nomma le juge d'appel fédéral Warren E. Burger pour succéder à Warren, et le Sénat confirma rapidement Burger. Par la suite, Fortas fut contraint à la démission de son poste de juge associé en partie à cause des pressions exercées par le procureur général Mitchell et d'autres élus républicains qui lui reprochaient d'avoir accepté une indemnisation de la part du financier Louis Wolfson. Pour remplacer Fortas, Nixon désigna successivement deux juges d’appel fédéraux du Sud, Clement Haynsworth et G. Harrold Carswell, mais les deux furent rejetés par le Sénat. Nixon nomma ensuite le juge d'appel fédéral Harry Blackmun qui fut confirmé par le Sénat en 1970.
Les départs à la retraite d'Hugo Black et de John Marshall Harlan II entraînèrent la vacance de deux nouveaux postes à la Cour suprême fin 1971. L’un des candidats de Nixon, le procureur général Lewis F. Powell Jr., fut facilement confirmé. L'autre candidat, le procureur général adjoint William Rehnquist, se heurta à une forte résistance de la part de sénateurs libéraux, mais il fut finalement confirmé. Burger, Powell et Rehnquist orientèrent tous trois les arrêts de la Cour dans un sens conservateur, alors que Blackmun se révéla plus progressiste durant son mandat. Rehnquist succéda plus tard à Burger en tant que juge en chef en 1986. Outre ses quatre nominations à la Cour suprême, Nixon nomma 46 juges aux cours d'appel fédérales et 181 juges aux cours fédérales de district.

## Politique intérieure

### Économie
| Année   | Revenu | Dépenses | Surplus/ Déficit | PIB    | Dette en % du PIB |
| ------- | ------ | -------- | ---------------- | ------ | ----------------- |
| 1969    | 186,9  | 183,6    | 3,2              | 980,3  | 28,4              |
| 1970    | 192,8  | 195,6    | -2,8             | 1046,7 | 27,1              |
| 1971    | 187,1  | 210,2    | -23,0            | 1116,6 | 27,1              |
| 1972    | 207,3  | 230,7    | -23,4            | 1216,3 | 26,5              |
| 1973    | 230,8  | 245,7    | -14,9            | 1352,7 | 25,2              |
| 1974    | 263,2  | 269,4    | -6,1             | 1482,9 | 23,2              |
| Sources | [ 45 ] | [ 45 ]   | [ 45 ]           | [ 46 ] | [ 47 ]            |

Lorsque Nixon accéda à la présidence en 1969, l'inflation était de 4,7 %, soit le taux le plus élevé depuis la guerre de Corée, tandis que la Grande société de Johnson et la guerre du Viêt Nam creusaient largement les déficits. Le taux de chômage était faible mais les taux d'intérêt étaient les plus élevés depuis un siècle. Le principal objectif économique de Nixon était la réduction de l'inflation et le moyen le plus efficace pour parvenir à cela était de mettre fin à la guerre. Celle-ci continua néanmoins de faire rage pendant plusieurs années et l'administration opta dans l'intervalle pour un contrôle de la masse monétaire. En février 1970, soucieux de réduire les dépenses gouvernementales, Nixon repoussa de six mois les augmentations de salaire des employés fédéraux et demanda à l'armée d'assurer la transmission du courrier lorsque les services postaux se mirent en grève pour réclamer une revalorisation salariale. Le gouvernement finit toutefois par accéder aux revendications des postiers et dut abandonner une partie de ses objectifs en matière d'équilibre budgétaire.
En décembre 1969, Nixon signa à contrecœur le Tax Reform Act qui contenait des dispositions à caractère inflationniste, en particulier la création d'une taxe sur les personnes fortunées qui profitaient de diverses déductions fiscales pour payer moins d'impôts. En 1970, le Congrès avait accordé au président le droit d'imposer un gel des prix et des salaires ; cependant les majorités démocrates, sachant que Nixon s'était opposé à de tels contrôles au cours de sa carrière, ne s'attendaient pas à ce qu'il usât de ce pouvoir. En août 1971, le problème de l'inflation restant irrésolu et l'année électorale approchant, Nixon convoqua une réunion de ses conseillers économiques à Camp David. Il annonça alors un contrôle temporaire des prix et des salaires et autorisa le dollar américain à flotter par rapport aux autres monnaies, mettant ainsi fin à la convertibilité du dollar en or et donc au système international de Bretton Woods qui reposait sur un taux de change fixe. Les États-Unis avaient enregistré la même année une balance commerciale négative pour la première fois depuis le début du XXe siècle et Nixon pensait que le système de Bretton Woods en était partiellement responsable. L'économiste politique Nigel Bowles remarque qu'« en s'identifiant lui-même à une politique dont l'objectif était la baisse de l'inflation, Nixon rendit difficiles les critiques des démocrates. Ses adversaires ne pouvaient offrir aucune alternative crédible car celles qu'ils privilégiaient étaient celles qu'ils avaient conçues mais que le président s'était appropriées ». Les politiques de Nixon réduisirent l'inflation en 1972 mais leurs effets secondaires contribuèrent à l'inflation durant son second mandat et sous l'administration Ford.
Au début du second mandat de Nixon, l'économie américaine fut secouée par un krach boursier, une hausse rapide de l'inflation et par le choc pétrolier de 1973. La loi qui autorisait les contrôles de prix devait arriver à expiration le 30 avril et le groupe démocrate au Sénat plaida en faveur d'un gel des profits, des taux d'intérêts et des prix pour une durée de 90 jours. Nixon réimposa un contrôle des prix sur les exportations agricoles en juin 1973, pour 60 jours, afin de juguler la hausse du coût des denrées alimentaires. Cette politique devint impopulaire auprès du public et des hommes d'affaires qui redoutaient l'émergence d'une bureaucratie de contrôle des prix. Le contrôle entraîna des pénuries alimentaires car la viande disparut de certains magasins et certains fermiers préférèrent noyer leurs poulets plutôt que de les vendre à perte. Même s'ils ne permirent pas de juguler l'inflation, les contrôles ne furent que lentement réduits et se terminèrent le 30 avril 1974. Entre l'arrivée au pouvoir de Nixon et sa démission en août 1974, le taux de chômage passa de 3,5 % à 5,6 % et l'inflation de 4,7 % à 8,7 %. Dans le même temps, la croissance s'éleva à 1,9 % par an en moyenne, soit un taux bien inférieur aux deux décennies précédentes. Les observateurs commencèrent à parler de « stagflation » pour désigner une hausse de l'inflation couplée à un fort taux de chômage et cette tendance ne fit que s'aggraver après le départ de Nixon de la Maison-Blanche.

### Mesures sociales

#### Aide sociale
Lors de sa campagne de 1968, Nixon avait promis de s'attaquer à ce qu'il décrivait comme le « bazar de l'aide sociale ». Le nombre de personnes inscrites au programme d'aide aux familles ayant des enfants à charge était passé de 3 millions en 1960 à 8,4 millions en 1970, ce qui avait contribué à une baisse de la pauvreté. Cependant, de nombreux Américains, en particulier les conservateurs, considéraient que les programmes d'aide détournaient les individus de la recherche d'un emploi ; ils pointaient également du doigt les « profiteurs » qui abusaient selon eux des prestations sociales. Dès son entrée en fonction, Nixon créa le Conseil des affaires urbaines, sous la direction de Daniel Patrick Moynihan, afin d'élaborer une réforme de l'État-providence. Le plan de Moynihan visait à substituer aux programmes d'aide sociale un impôt négatif sur le revenu qui fournirait un revenu minimum garanti à tous les Américains. Nixon suivit le dossier avec attention et, contre l'avis de son conseiller économique Arthur Burns et de certains conservateurs, fit de l'adoption du plan de Moynihan une priorité au cours de sa première année de mandat. Lors d'une allocution télévisée en août 1969, Nixon évoqua pour la première fois le Family Assistance Plan (FAP) qui instaurait un revenu minimal de 1 600 dollars par an pour une famille de quatre personnes.
L'opinion publique fut très réceptive au FAP mais le Congrès, qui n'avait guère été impliqué dans la conception du plan, fut moins accommodant. L'opposition émanait à la fois des conservateurs hostiles à la mise en place d'un revenu minimum et des libéraux qui jugeaient son montant insuffisant. Adopté en première instance à la Chambre des représentants, le projet de loi échoua au Comité des finances du Sénat en mai 1970. En dépit de cet échec, le Congrès adopta un aspect de la proposition de Nixon avec la création du programme Supplemental Security Income qui venait en aide aux personnes âgées ou handicapées à faibles revenus.
Conformément à son intention de démanteler en partie la Grande société de Johnson, Nixon supprima ou cessa de financer divers programmes, notamment le Bureau des opportunités économiques, le Job Corps ou le Model Cities Program. À la place, le président défendit l'idée d'un « Nouveau Fédéralisme » qui permettrait une dévolution du pouvoir du gouvernement fédéral vers les États et les gouvernements locaux mais le Congrès était hostile à ces idées et peu d'entre elles furent appliquées. Sous le mandat de Nixon, les dépenses consacrées à la sécurité sociale, à Medicare et à Medicaid augmentèrent de façon spectaculaire, allant même jusqu'à dépasser le montant des dépenses militaires, ce qui n'était jamais arrivé depuis la Seconde Guerre mondiale. Ainsi, le total des dépenses liées aux programmes d'assurance sociale passa de 27,3 milliards de dollars en 1969 à 67,4 milliards de dollars en 1975, tandis que le taux de pauvreté chuta de 12,8 % en 1968 à 11,1 % en 1973.

#### Santé
En 1971, le sénateur démocrate Ted Kennedy du Massachusetts proposa une législation offrant une couverture médicale universelle gérée par le gouvernement pour faire face à la hausse importante des dépenses de santé, à la fois dans le public et dans le privé. En réponse, Nixon présenta un plan fournissant une assurance maladie privée pour les familles les plus pauvres et obligeant les employeurs à offrir une couverture à tous leurs employés. Comme cela aurait laissé environ 40 millions de personnes sans protection, Kennedy et les autres démocrates refusèrent de soutenir Nixon et son plan échoua, bien que sa proposition d'aide à l'accession à la protection médicale ait été votée en 1973. En octobre 1972, Nixon signa une loi qui étendait le programme Medicare aux personnes de moins de 65 ans gravement handicapées depuis plus de deux ans ou souffrant d'une maladie rénale en phase terminale et augmentait progressivement le montant de la taxe prélevée sur les salaires pour le financement de l'assurance-santé.
L'année 1974 vit un regain d'intérêt pour la réforme de l'assurance maladie. En janvier, les représentants Martha Griffiths et James C. Corman défendirent, avec le soutien de certains syndicats, un projet de loi visant à instaurer une assurance maladie universelle qui offrirait des prestations complètes sans partage des coûts. Le mois suivant, Nixon présenta le Comprehensive Health Insurance Act qui accordait plus de pouvoir au secteur privé et aux États dans la prise en charge des soins de santé. À ce plan répondit en avril celui du sénateur Kennedy et du président de la commission des voies et moyens de la Chambre des représentants, Wilbur Mills, dont l'ambition était de fournir une assurance maladie quasi-universelle à l'échelle du pays, aux prestations identiques à la proposition de Nixon mais avec une participation obligatoire des employeurs et des employés par l'intermédiaire des cotisations sociales et un partage des coûts moins important. Les plans Nixon et Kennedy-Mills furent tous deux critiqués par les organisations de défense des travailleurs, des consommateurs et des personnes âgées, ce qui transforma rapidement la situation en impasse. Au milieu de l'année 1974, peu après la démission de Nixon, Mills tenta de formuler une solution de compromis à partir du projet de loi républicain mais dut abandonner faute de soutien au sein de sa commission.

### Environnement

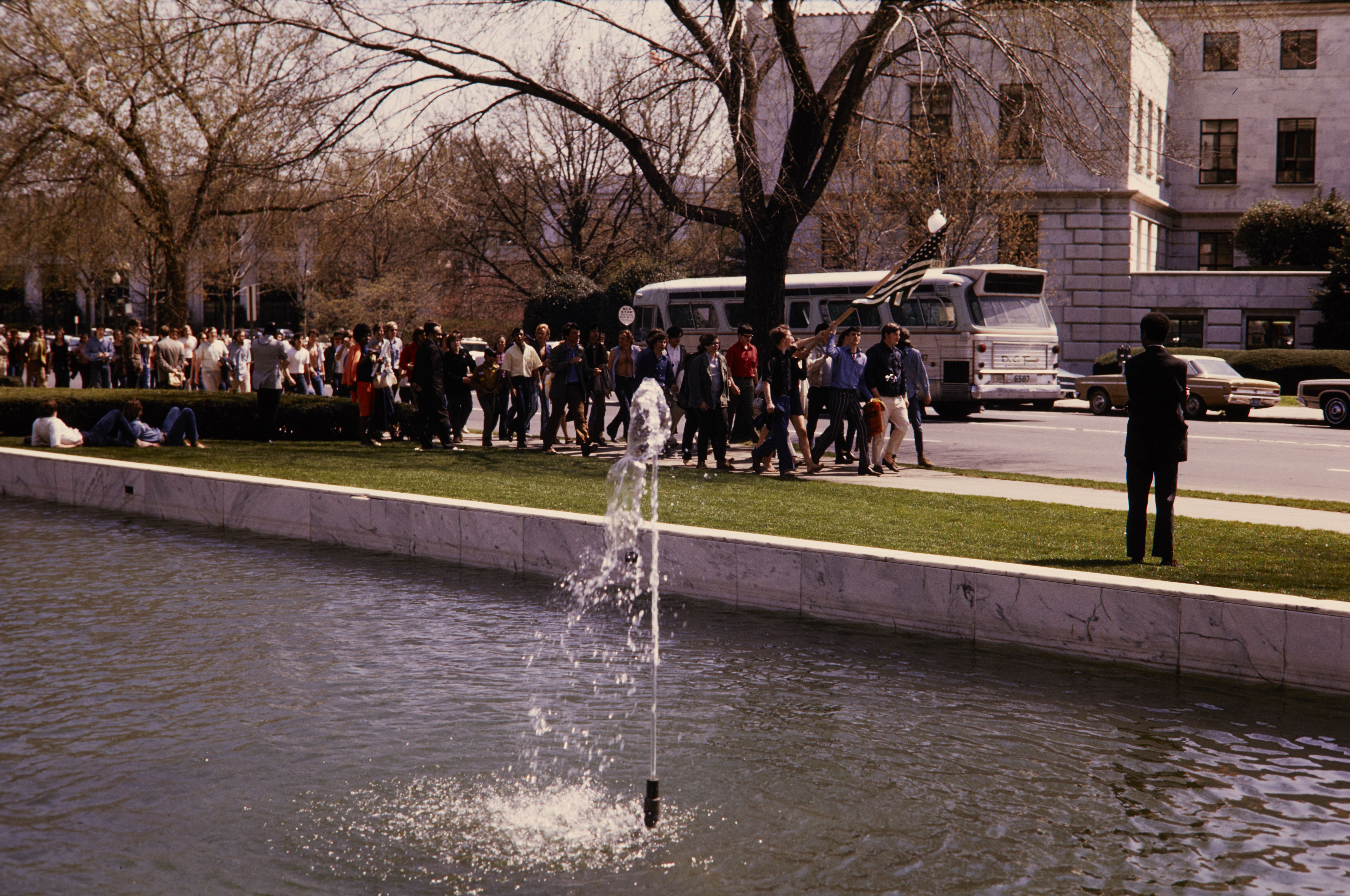
Manifestation pour le Jour de la Terre à Washington, D. C. le 22 avril 1970.

L'écologie s'était imposé comme un thème de société majeur au cours des années 1960, surtout après la parution en 1962 du livre Printemps silencieux de Rachel Carson. Entre 1960 et 1969, le nombre de membres des douze plus grandes associations environnementales était passé de 124 000 à 819 000 tandis que les sondages montraient que des millions d'électeurs étaient sensibles aux enjeux soulevés par les écologistes ; la première édition du Jour de la Terre, qui se tint le 22 avril 1970, rassembla ainsi 20 millions de participants. À l'inverse, Nixon ne manifestait que peu d'intérêt pour la question environnementale mais il n'était pas hostile aux objectifs des défenseurs de cette cause. En 1970, il signa le National Environmental Policy Act et présida à la création de l'Agence de protection de l'environnement, chargée de coordonner et de mettre en œuvre la politique du gouvernement fédéral en matière de conservation de la nature. Au cours de ses deux mandats, Nixon promulgua également le Clean Air Act de 1970 et le Endangered Species Act de 1973. Il mit en revanche son veto au Clean Water Act de 1972 sur la base non pas des objectifs de la législation mais sur son coût qu'il jugeait excessif. Le Congrès annula son veto mais Nixon bloqua les fonds nécessaires à son application. Cette volonté de ne pas sacrifier l'économie au profit de l'écologie et son soutien au développement d'une aviation civile supersonique lui valut des critiques de la part des militants de la cause environnementale.

### Déségrégation et droits civiques
Selon Dean J. Kotlowski, « les chercheurs récents ont conclu que le président n'était ni ségrégationniste ni conservateur sur la question raciale. Ces auteurs ont montré que Nixon a déségrégué plus d'écoles que ses prédécesseurs, a approuvé un renforcement de la loi sur le droit de vote, a élaboré des politiques d'aide aux entreprises tenues par les minorités et a soutenu la discrimination positive ». Sous le mandat de Nixon, un effort important fut conduit pour déségréguer les écoles publiques. Cependant, afin de ne pas heurter les Blancs du Sud dont il souhaitait le ralliement au Parti républicain, le président fit « profil bas » sur le sujet en laissant les tribunaux adopter les ordonnances de déségrégation tant décriées par la population sudiste et en les faisant appliquer ensuite par son ministère de la Justice. En septembre 1970, moins de 10 % des enfants noirs fréquentaient des écoles ségréguées. Un apaisement non négligeable des tensions raciales s'observa malgré tout dans le pays dont le festival de Woodstock, à l'été 1969, fut le symbole le plus marquant.
L'arbitrage de la Cour suprême dans l'affaire Swann v. Charlotte-Mecklenburg Board of Education de 1971 hissa la question du busing (méthode de transport scolaire visant à favoriser la mixité raciale) au rang de préoccupation majeure, aussi bien dans le Nord que dans le Sud. L'arrêt rendu par la Cour autorisait les tribunaux fédéraux inférieurs à imposer le busing afin de remédier au déséquilibre racial dans les écoles. Nixon se plia aux prescriptions des tribunaux mais estimait que « l'intégration forcée dans le logement ou l'éducation » était tout aussi inappropriée que la ségrégation et il se prononça publiquement contre cette politique. Les controverses liées au busing furent quelque peu reléguées du devant de la scène nationale après l'arrêt Milliken vs. Bradley de 1974 qui imposait diverses restrictions à cette pratique.
En outre, Nixon fonda le Bureau des entreprises des minorités (Office of Minority Business Enterprise) pour encourager la création d'entreprises par des individus issus des minorités. L'administration chercha également à accroître la part des minorités raciales dans les métiers de la construction en mettant en œuvre le premier programme de discrimination positive aux États-Unis. Baptisé « plan Philadelphie », ce dernier obligeait les entrepreneurs gouvernementaux de Philadelphie à embaucher un quota minimum de travailleurs issus des minorités. En 1970, Nixon étendit le plan Philadelphie à tous les contrats fédéraux d'une valeur supérieure à 50 000 dollars, puis en 1971 aux femmes ainsi qu'aux minorités raciales. Avec l'aide du procureur général John N. Mitchell, le président contribua enfin à l'entrée en vigueur d'une extension du Voting Rights Act de 1965 qui étendait la supervision fédérale du droit de vote à toutes les juridictions dans lesquelles moins de 50 % de la population minoritaire était inscrite sur les listes électorales.

### Manifestations contre la guerre du Viêt Nam et criminalité

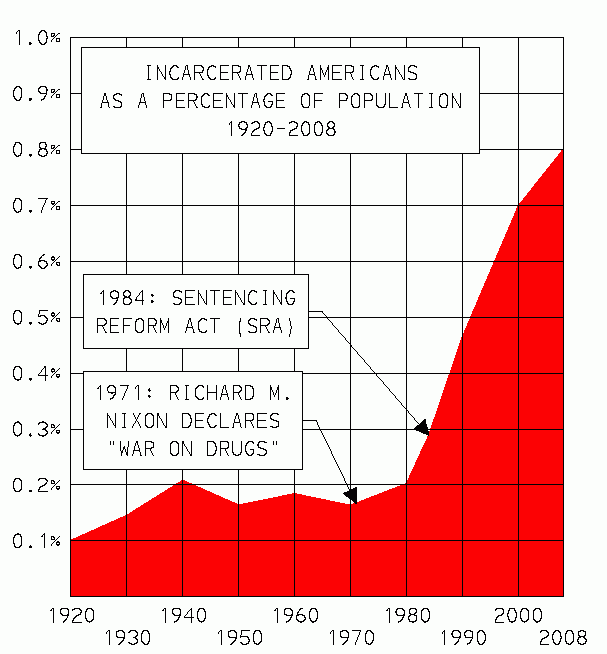
Taux d'incarcération en pourcentage de la population américaine entre 1920 et 2008.

Lorsque Nixon entra en fonction, une grande partie de la population américaine était opposée à l'implication continue des États-Unis dans la guerre du Viêt Nam. L'opinion publique s'était progressivement retournée contre la guerre après 1967, et en 1970, seul un tiers des Américains considérait que l'intervention américaine au Viêt Nam n'avait pas été une erreur. Les militants anti-guerre organisèrent des manifestations de grande ampleur telles que le « Moratoire pour mettre fin à la guerre au Viêt Nam » qui rassembla plus de 600 000 manifestants dans différentes villes du pays. Les opinions concernant la guerre se polarisèrent encore davantage après l'entrée en vigueur de la conscription par tirage au sort en décembre 1969. Quelque 30 000 jeunes hommes s'enfuirent au Canada afin d'échapper au service militaire de 1970 à 1973. Une vague de protestations balaya le pays en réaction à l'invasion du Cambodge ; une manifestation à l'université d'État de Kent, dans l'Ohio, fut réprimée par la garde nationale locale qui tira sur la foule désarmée, faisant quatre morts parmi les étudiants. La fusillade entraîna un regain de tensions sur les campus universitaires et plus de 75 établissements d'enseignement supérieur furent contraints de fermer leurs portes jusqu'à la rentrée suivante. Avec le rapatriement progressif du contingent américain déployé au Viêt Nam, le nombre de manifestations alla en diminuant, surtout après 1970.
L'administration Nixon poursuivit vigoureusement les manifestants hostiles à la guerre comme les Chicago Seven et ordonna aux agences de renseignements (en particulier le FBI, la CIA et la NSA) de surveiller les groupes radicaux. Nixon introduisit également des mesures de lutte contre la criminalité telles que le Racketeer Influenced and Corrupt Organizations Act et le District of Columbia Crime Control Bill dont le contenu, par exemple la possibilité pour les forces de l'ordre de recourir à des mandats de perquisition surprise, inquiéta de nombreux défenseurs des libertés civiles. Face à l'agitation intérieure, le président approuva même dans un premier temps le plan d'un de ses conseillers, Tom Charles Huston, qui proposait de réprimer les troubles en ayant recours à des méthodes illégales, avant de se raviser sur les instances du procureur général Mitchell. En réponse à la hausse de la criminalité liée à la drogue, Nixon fut par ailleurs le premier président américain à mettre l'accent sur la régulation des drogues en soutenant la création de la Drug Enforcement Administration en juillet 1973. Il ordonna le lancement d'une War on Drugs (« guerre contre la drogue ») et l'une des premières mesures fut l'opération Interception en septembre 1969 visant à stopper le trafic de cannabis en provenance du Mexique ; l'administration accorda également plus de fonds pour la prévention et l'aide aux toxicomanes, dont beaucoup étaient d'anciens combattants du Viêt Nam. Malgré ces mesures, la criminalité augmenta et 20 000 meurtres étaient commis par an aux États-Unis en 1973 contre 8 000 en 1960.

### Politique spatiale

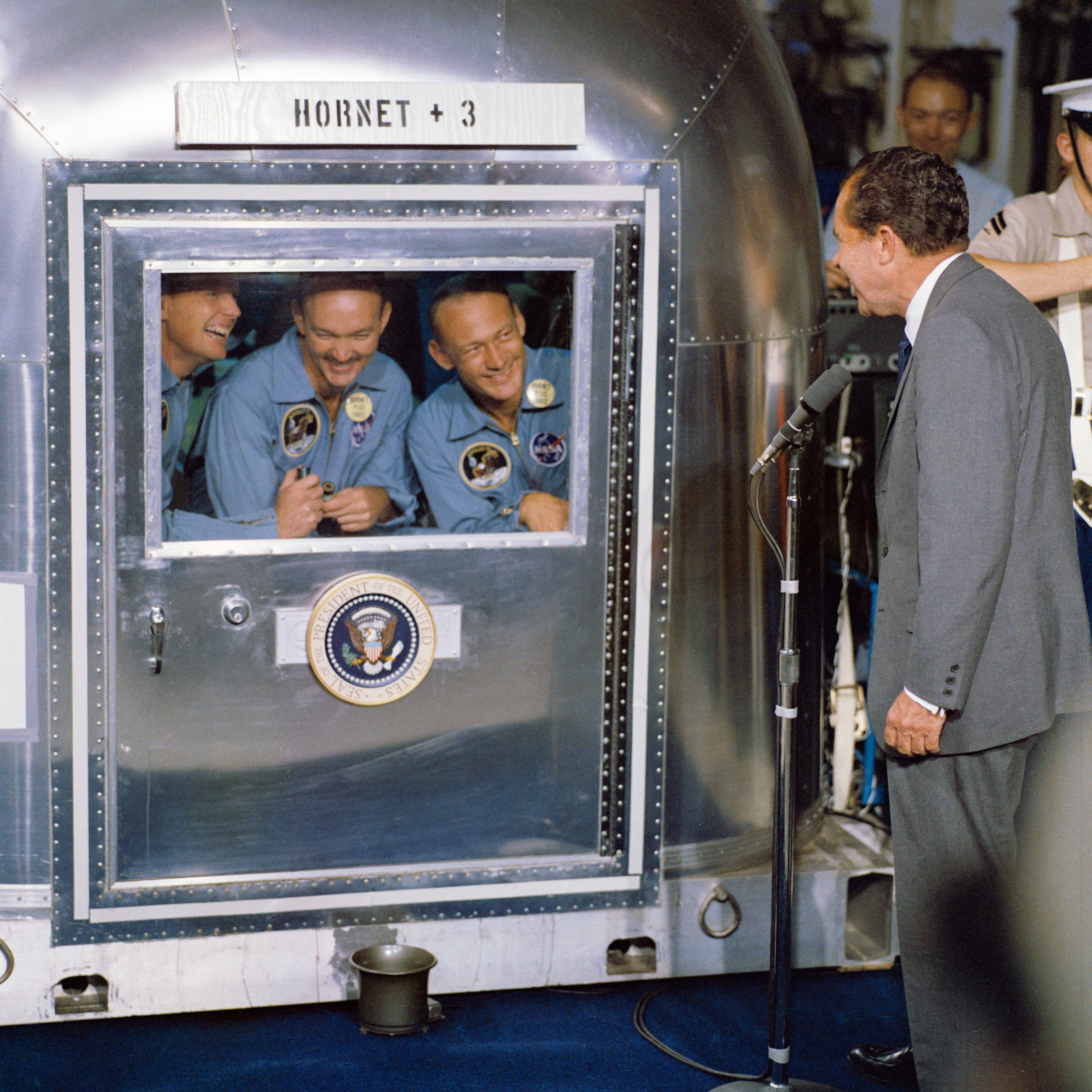
Nixon rencontre les astronautes d'Apollo 11 en quarantaine à bord de l'.

Après près d'une décennie d'un important effort national, les États-Unis remportèrent la course à l'espace en envoyant des astronautes sur la Lune le 20 juillet 1969 au cours de la mission Apollo 11. Nixon échangea avec Neil Armstrong et Buzz Aldrin durant leur séjour sur la Lune et dit de la conversation qu'elle était le « plus important appel téléphonique jamais passé depuis la Maison-Blanche ». Nixon ne souhaitait cependant pas maintenir les financements très élevés que la National Aeronautics and Space Administration (NASA) avait reçus au cours des années 1960 lorsqu'elle se préparait à envoyer des hommes sur la Lune. L'administrateur de la NASA Thomas O. Paine présenta des plans pour l'installation d'une base permanente sur la Lune avant la fin des années 1970 ainsi que le lancement d'une mission habitée vers Mars dès le début des années 1980. Nixon rejeta ces propositions et la NASA se recentra sur le programme de navette spatiale. Le 24 mai 1972, Nixon approuva un programme de cinq ans de coopération entre la NASA et son équivalent soviétique qui déboucha sur la mission Apollo-Soyouz de 1975.

### Autres initiatives
Nixon proposa de réduire le nombre de ministères fédéraux à huit (État, Justice, Trésor, Défense, Affaires économiques, Ressources naturelles, Ressources humaines et Développement communautaire) mais il ne parvint pas à imposer cette réorganisation majeure. En 1971, il obtint toutefois le remplacement du département des Postes rattaché au cabinet par le United States Postal Service, une agence indépendante du gouvernement.
En février 1971, Nixon soumit au Congrès deux initiatives importantes en matière de recherche médicale. La première, communément désignée sous le nom de « guerre contre le cancer », aboutit à l'adoption, en décembre de cette année-là, du National Cancer Act par lequel le gouvernement fédéral injectait près de 1,6 milliard de dollars (soit l'équivalent de 9 milliards de dollars de 2016) dans la recherche contre le cancer sur une période de trois ans. Cette loi prévoyait également la création de centres médicaux destinés à la recherche clinique et au traitement du cancer, au nombre de 15 au départ, dont le travail serait coordonné par l'Institut national du cancer,. La deuxième initiative, axée sur la drépanocytose, déboucha sur l'adoption du National Sickle Cell Anemia Control Act en mai 1972. Longtemps ignorée, dans la mesure où cette maladie génétique touchait essentiellement la population noire, la prise en charge de la drépanocytose fut un marqueur de l'évolution des relations raciales en Amérique au début des années 1970. En vertu de la nouvelle loi, les Instituts de la santé établirent plusieurs centres de recherche et de traitement de la drépanocytose tandis que l'Administration des services de santé mit en place des cliniques de dépistage et d'information en lien avec cette maladie dans tout le pays,.
Lors de la campagne présidentielle de 1968, Nixon s'était déclaré en faveur d'une proposition d'amendement à la Constitution des États-Unis qui aurait protégé l'égalité des sexes contre toute remise en cause législative. Une fois au pouvoir, il réitéra son soutien à cet Equal Rights Amendment (ERA) mais sans grand enthousiasme, le sujet ne revêtant que peu d'importance à ses yeux. L'ERA fut approuvé à de larges majorités par la Chambre des représentants en 1971 puis par le Sénat en 1972 ; confronté à l'inaction de la Maison-Blanche qui refusait de s'engager plus avant sur ce dossier et combattu par le mouvement antiféministe mené par Phyllis Schlafly, le texte échoua cependant à recueillir les 38 signatures d'États nécessaires à sa ratification dans les délais impartis par le Congrès et ne fut pas adopté. Tout comme pour les précédentes administrations Kennedy et Johnson, aucune femme ne fut admise au gouvernement sous la présidence de Nixon, contrairement à ce que ce dernier avait annoncé durant sa campagne ; en 1971, le président songea un temps à désigner une magistrate conservatrice pour siéger à la Cour suprême mais en définitive n'en fit rien.

## Politique étrangère

Nixon et son conseiller à la Sécurité nationale Henry Kissinger dans le Bureau ovale, en février 1972.

Au cours de sa campagne, Nixon avait déclaré que « le secrétaire d'État n'est pas vraiment important » et que « c'est le président qui décide de la politique étrangère ». Une fois élu, il nomma à la tête du département d'État William P. Rogers, un administrateur compétent mais qui n'avait presque aucune expérience des affaires internationales ; Charles-Philippe David, Louis Balthazar et Justin Vaïsse notent que « dans la mesure où Rogers ne connaissait rien, ou si peu, à la politique étrangère, la Maison-Blanche avait les coudées franches, ce dont le président Nixon se félicitait particulièrement ». De fait, Rogers et le secrétaire à la Défense Melvin Laird furent marginalisés sur la plupart des dossiers sensibles. Nixon s'appuya en revanche beaucoup sur le Conseil de sécurité nationale dirigé par Henry Kissinger, avec lequel il collabora étroitement tout au long de sa présidence. L'historien David Rothkopf compare ainsi les personnalités de Nixon et de Kissinger : 

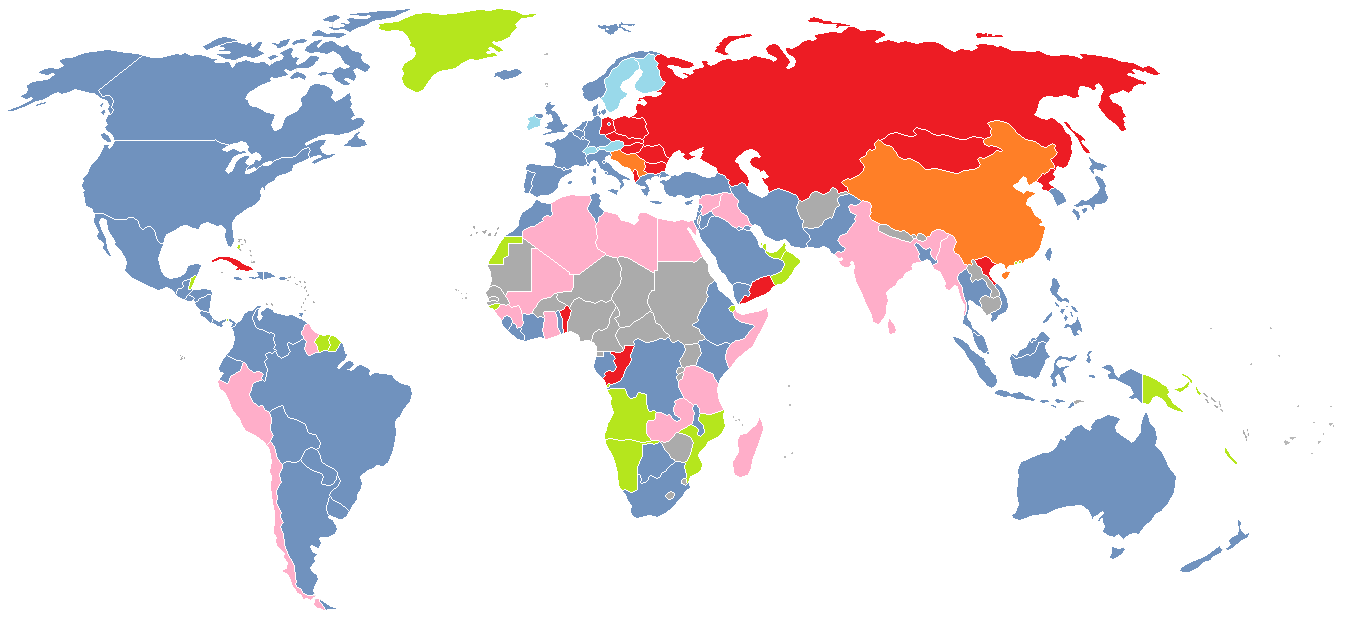
Carte de la situation géopolitique mondiale en 1970. En bleu foncé, les États-Unis et leurs alliés ; en rouge, l'URSS et ses alliés ; en orange, les pays communistes non-alignés avec l'URSS ; en rose, les pays non communistes alliés à l'URSS ; en bleu clair, les pays membres de l'Association européenne de libre-échange et de l'OCDE mais non affiliés à l'OTAN ; en gris, les pays à la situation inconnue ou non-alignés.

« Ils formaient un duo fascinant. D'une certaine manière, ils se complétaient à la perfection : Kissinger était le M. Extraverti charmant et mondain, qui apportait cette grâce et cette respectabilité de l’establishment intellectuel dont Nixon était dépourvu, qu'il dédaignait et auxquelles il aspirait. Kissinger était un citoyen du monde ; Nixon, un Américain ordinaire. Kissinger avait une vision planétaire qu'il adaptait avec facilité aux exigences de l'époque ; Nixon était doté d'un pragmatisme et d'une vision stratégique qui constituèrent le ciment de leurs politiques. »

### Doctrine Nixon
Lors de son entrée en fonction, le président fit une déclaration de politique étrangère, connue sous le nom de « doctrine Nixon », selon laquelle les États-Unis « ne prendraient pas en charge la défense de toutes les nations du monde libre ». En conséquence, si les engagements en cours seraient poursuivis, une potentielle intervention supplémentaire du pays à l'étranger ferait dorénavant l'objet d'une évaluation scrupuleuse. Plutôt que de prendre part directement aux conflits, Nixon déclara que les États-Unis fourniraient un appui militaire et économique aux pays menacés par des insurrections ou des invasions en règle ou encore situés dans des régions vitales aux intérêts américains. En vertu de cette doctrine, les États-Unis augmentèrent fortement leurs ventes d'armes au Moyen-Orient, notamment à Israël, l'Iran et l'Arabie saoudite. Un autre grand bénéficiaire de cette aide fut le Pakistan qui obtint le soutien des États-Unis lors de la guerre indo-pakistanaise de 1971. Dans le même temps, les dépenses militaires, qui pesaient encore pour 9 % du PNB américain en 1968, n'en représentaient plus que 5 % en 1972.

### Guerre du Viêt Nam
Au moment où Nixon arriva à la Maison-Blanche, 540 000 soldats américains étaient déployés en Asie du Sud-Est dans le cadre de la guerre du Viêt Nam. Depuis le début du conflit, plus de 30 000 militaires avaient été tués au Viêt Nam dont la moitié environ pour la seule année 1968. La guerre était très impopulaire aux États-Unis où de violentes manifestations exigeaient la fin du conflit. L'administration Johnson avait accepté de cesser les bombardements en échange d'ouvertures de négociations sans conditions préalables, mais cet accord n'entra jamais en vigueur. Selon l'historien Walter Isaacson, Nixon parvint rapidement à la conclusion que la guerre du Viêt Nam ne pouvait être gagnée et qu'il devait y mettre un terme le plus rapidement possible. À l'inverse, son biographe Conrad Black avance que Nixon croyait sincèrement qu'il pouvait forcer le Nord-Viêt Nam à céder via la théorie du fou, qui visait à répandre l'idée que le président des États-Unis était imprévisible et impulsif. Cette analyse est partagée par Antoine Coppolani qui note que Nixon eut recours à des manœuvres secrètes de grande ampleur visant à faire croire aux Soviétiques et à leurs alliés nord-vietnamiens qu'il était prêt à utiliser l'arme atomique pour mettre un terme au conflit mais que ce stratagème n'eut pas, en définitive, l'effet escompté. Indépendamment de son opinion sur la guerre, Nixon était pressé de rapatrier le contingent américain tout en veillant à ce que ce retrait ne fût pas associé dans l'opinion à une défaite, de peur de voir sa présidence fragilisée et d'assister à une résurgence de l'isolationnisme. Il se mit donc à la recherche d'une solution qui permettrait aux forces américaines de quitter le pays tout en protégeant l'indépendance du Sud-Viêt Nam.

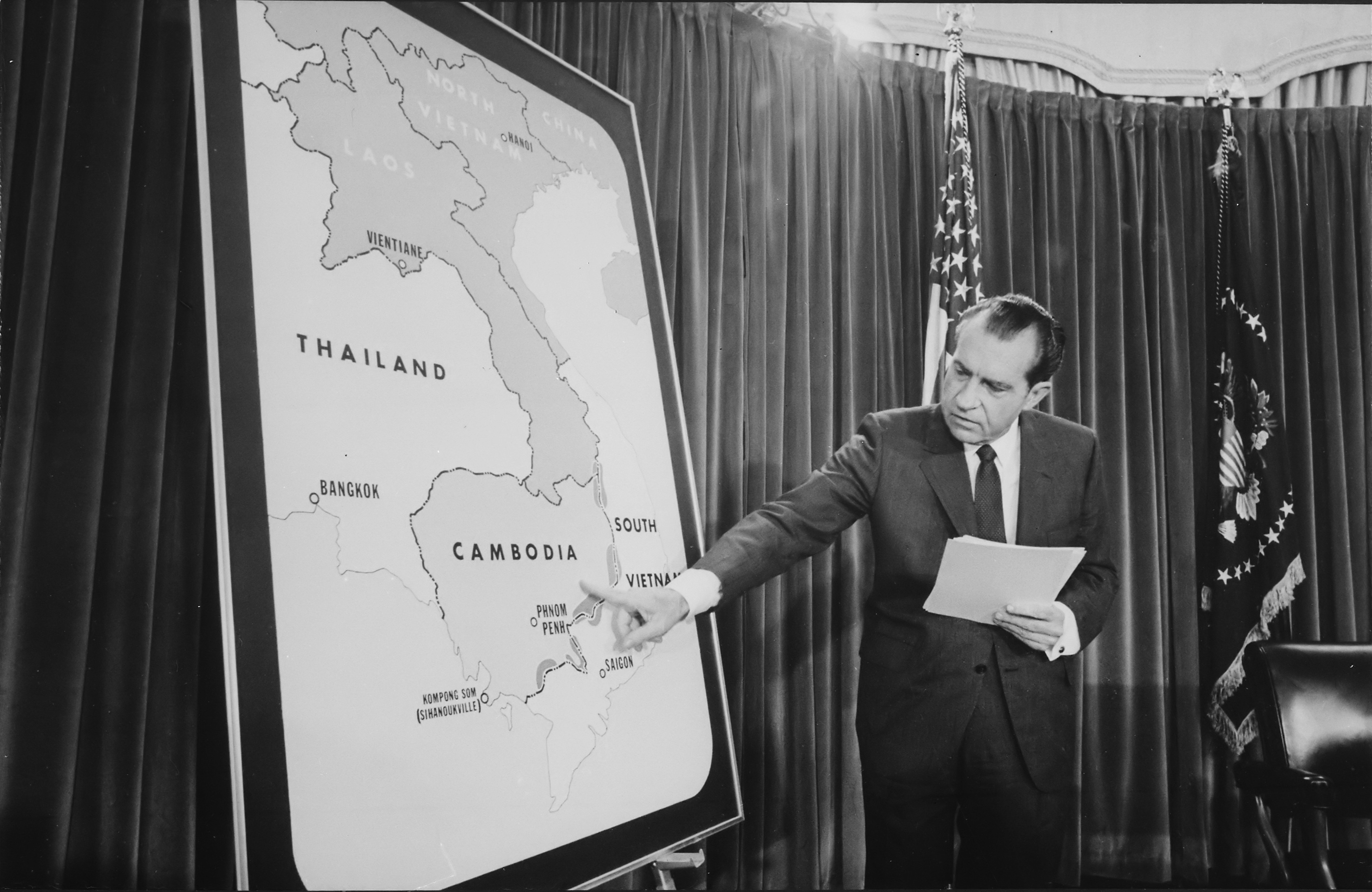
Nixon s'adressant à la nation concernant les bombardements au Cambodge, le 30 avril 1970.

Au milieu de l'année 1969, Nixon entama des négociations de paix avec les Nord-Vietnamiens mais les tractations se soldèrent par un échec. Dans son discours sur la « majorité silencieuse » du 3 novembre 1969, destiné à solliciter l'appui du peuple américain dans sa conduite de la guerre, il réaffirma sa volonté d'aboutir à la paix sans compromettre le prestige de la nation : « le Nord-Vietnam ne peut battre ou humilier les États-Unis. Seuls les Américains peuvent le faire ». La population fut globalement réceptive à ce message, alors même que les manifestations contre la guerre connaissaient une popularité grandissante ; celles du 15 octobre avaient ainsi rassemblé près de deux millions de personnes dans 200 villes à travers le pays. Nixon mit alors en place sa stratégie de « vietnamisation » du conflit, qui devait prendre la forme d'une augmentation de l'aide militaire américaine et d'une participation accrue des troupes vietnamiennes aux opérations sur le terrain. Avec le soutien d'une bonne partie de l'opinion publique, il organisa le rapatriement progressif des GI dès la fin de l'année, affaiblissant de fait le mouvement d'opposition à la guerre. Même si le premier déploiement d'envergure de l'armée sud-vietnamienne depuis l'entrée en vigueur du processus de vietnamisation avorta lors de l'opération Lam Son 719, le retrait des contingents américains du Viêt Nam se poursuivit tout au long de la présidence de Nixon : de 404 000 soldats en juillet 1970, les effectifs chutèrent à moins de 160 000 hommes à la fin de l'année 1971 puis à 24 200 hommes fin 1972. 

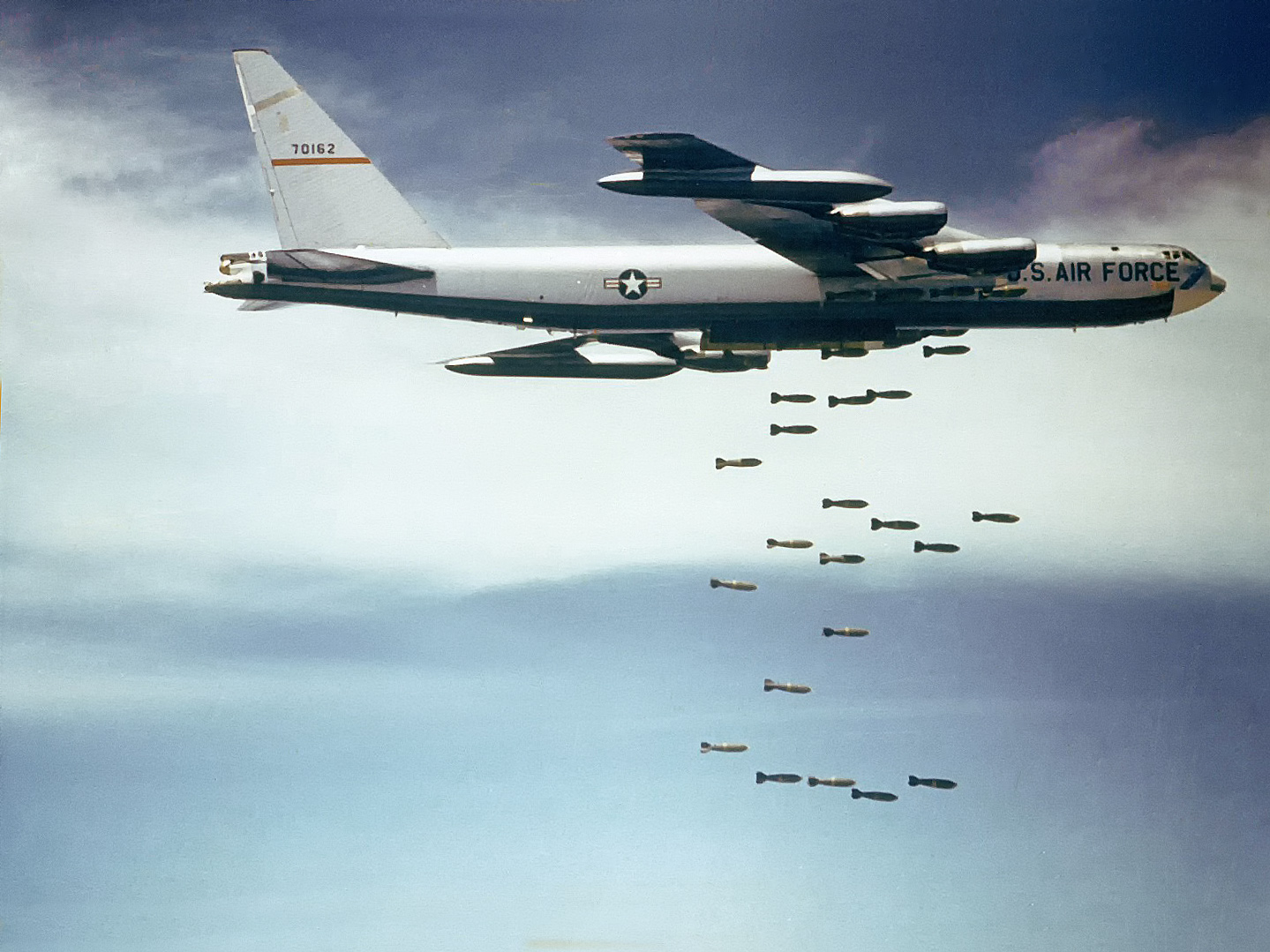
Largage de bombes par un bombardier américain B-52 au cours de la guerre du Viêt Nam. Ce type d'appareil fut amplement mis à contribution lors de la campagne de bombardement ordonnée par Nixon sur le Cambodge.

Dans les premières semaines de l'année 1970, Nixon dépêcha des unités américaines et sud-vietnamiennes au Cambodge afin d'y attaquer des bases du Nord-Viêt Nam. Cet élargissement du théâtre opérationnel dans un pays autre que le Viêt Nam était une première depuis le début du conflit. Nixon avait précédemment donné son accord à une campagne de bombardement secrète de B-52 sur des positions nord-vietnamiennes au Cambodge en mars 1969 — baptisée « opération Menu » —, sans même le consentement du dirigeant cambodgien Norodom Sihanouk,. Outre la destruction des bases communistes, cette intervention était destinée, dans l'esprit de Nixon, à perturber les lignes de ravitaillement du Nord-Viêt Nam. De nombreuses voix s'élevèrent contre ces violations de la souveraineté du Cambodge, y compris au sein de l'administration, et les manifestants anti-guerre étaient fous de rage. Le bombardement du Cambodge se poursuivit néanmoins jusque dans les années 1970 en appui du gouvernement cambodgien de Lon Nol, qui affrontait alors les Khmers rouges dans le cadre d'une guerre civile.
En 1971, Nixon ordonna également des frappes contre des positions nord-vietnamiennes au Laos, ce qui entraîna un regain des tensions aux États-Unis. La même année, plusieurs extraits des Pentagon Papers, contenant des informations confidentielles sur le déroulement du conflit au Viêt Nam, furent publiés par le New York Times et le Washington Post. Mis au courant de la fuite, Nixon choisit dans un premier temps de ne rien faire pour empêcher leur publication, avant de se raviser sur le conseil de Kissinger. La Cour suprême trancha cependant en faveur de la presse dans l'arrêt New York Times Co. v. United States de 1971, qui autorisa la publication des extraits en question. Au cours de l'été, l'impopularité de la guerre atteignit un nouveau pic, 71 % des Américains considérant que l'intervention militaire au Viêt Nam avait été une erreur. Au total, 156 000 soldats américains étaient encore déployés au Viêt Nam dans les derniers jours de 1971 tandis que les pertes se chiffraient à 276 GI tués pour les six derniers mois de l'année.
L'offensive de Pâques, déclenchée par le Nord-Viêt Nam en mars 1972, déborda rapidement l'armée sud-vietnamienne. En réaction, Nixon ordonna une campagne de bombardement massive (« opération Linebacker ») sur le Nord-Viêt Nam. Du 10 mai au 22 octobre de la même année, près de 18 000 bombes furent larguées sur les positions nord-vietnamiennes. D'un autre côté, le retrait militaire américain entraîna un ralentissement de la conscription, qui finit par être supprimée en 1973 pour céder la place à un système d'incorporation basé sur le volontariat. À la suite de l'offensive nord-vietnamienne, les pourparlers de paix entre les États-Unis et le Nord-Viêt Nam furent relancés et un projet d'accord esquissé en octobre 1972 ; les objections du président sud-vietnamien Nguyễn Văn Thiệu empêchèrent cependant son adoption et les négociations de paix furent suspendues une fois de plus. En décembre, le président américain lança une énième campagne de bombardement intensive, l'opération Linebacker II, au cours de laquelle 20 000 tonnes de bombes furent déversées sur le Nord-Viêt Nam en moins de deux semaines. L'impopularité de cette décision au sein de la population américaine convainquit cependant Nixon de la nécessité de conclure rapidement la paix avec le Nord-Viêt Nam.
Les accords de paix de Paris furent signés en janvier 1973, avec pour principales conséquences la proclamation d'un cessez-le-feu et le retrait des dernières troupes américaines ; les 160 000 soldats réguliers de l'armée nord-vietnamienne déployés dans le sud du pays purent en revanche conserver leurs positions. Le retrait américain fut total à partir de mars 1973. La fin de la présence militaire des États-Unis dans la région entraîna l'instauration d'une trêve qui fut toutefois rapidement violée aussi bien par les Nord-Vietnamiens que par leurs adversaires du Sud,. Le 7 novembre suivant, le Congrès adopta, contre le veto de Nixon, la loi sur les pouvoirs de guerre (War Powers Act) qui encadrait les pouvoirs militaires du président.

### «Détente» avec le bloc de l'Est
Nixon entra en fonction en pleine guerre froide, dans une période de fortes tensions géopolitiques entre les États-Unis et l'Union soviétique. Alors que ces deux pays avaient exercé une domination incontestée au sein de leurs blocs d'alliés respectifs dans les années 1950, un glissement vers un monde multipolaire s'opéra au cours de la décennie suivante. À la faveur du dynamisme de leur économie, les alliés des États-Unis en Europe occidentale et en Asie de l'Est jetèrent en effet les bases d'une politique étrangère autonome, tout en continuant d'entretenir des liens étroits avec Washington. La fracture survenue dans le bloc communiste (le « Second monde ») fut encore plus grave puisque la rupture entre l'URSS et la Chine déboucha sur une guerre frontalière en 1969. Les superpuissances américaine et soviétique poursuivirent la lutte pour la suprématie mondiale mais les tensions s'étaient considérablement apaisées depuis la crise des missiles de Cuba en 1962. Dans ce contexte international changeant, Nixon et Kissinger menèrent une politique extérieure visant à établir une coexistence pacifique avec l'URSS et la Chine. La volonté de mettre un terme à la guerre du Viêt Nam ne fut pas étrangère à ce processus, dans la mesure où le président américain considérait qu'un rapprochement avec les deux principales puissances communistes forcerait le Nord-Viêt Nam à négocier.

#### Rapprochement avec la Chine

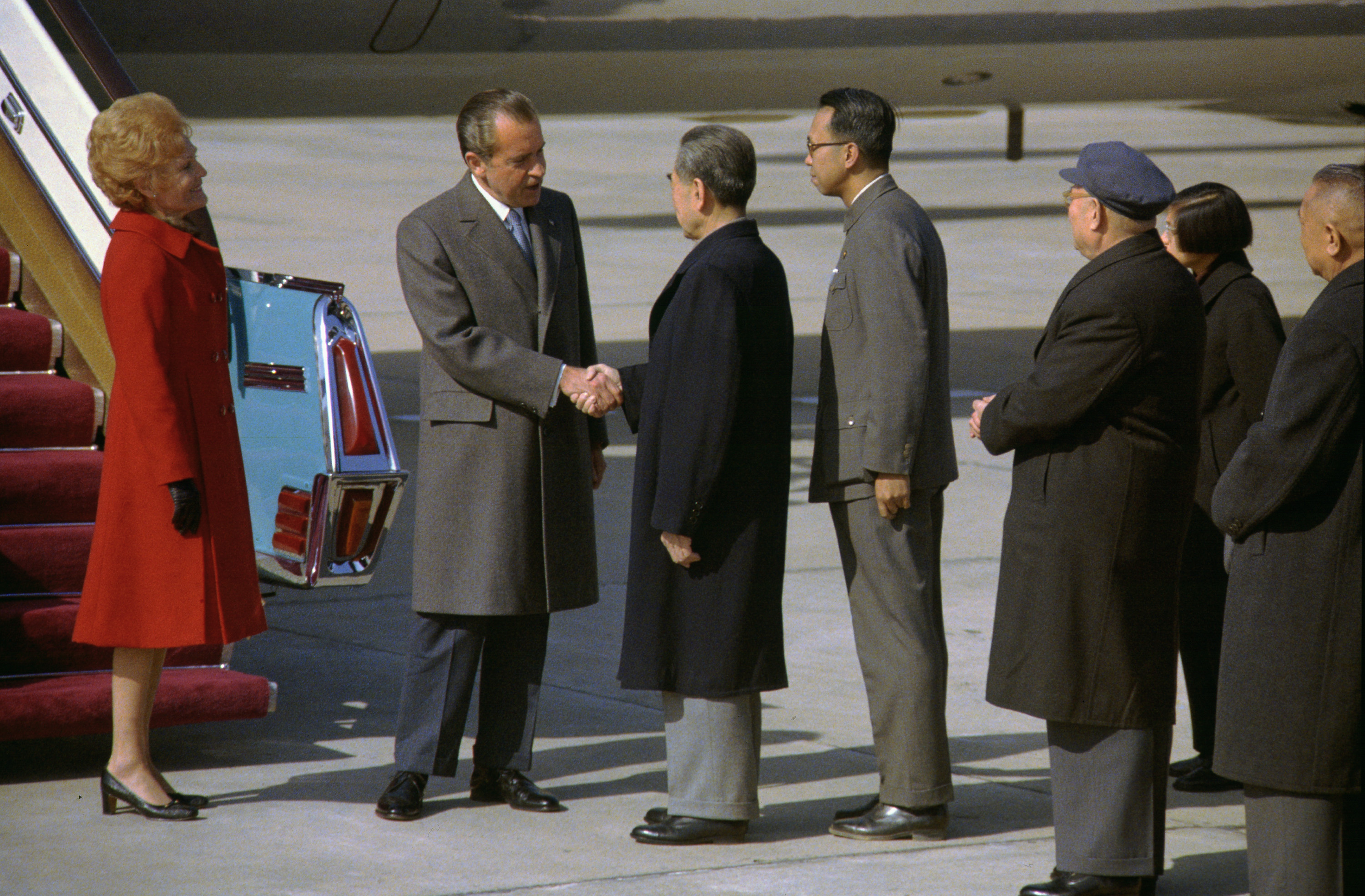
Le président Nixon serrant la main du Premier ministre Zhou Enlai à son arrivée à Pékin.

Depuis la fin de la guerre civile chinoise en 1949, les États-Unis avaient refusé de reconnaître officiellement la république populaire de Chine (RPC) d'obédience communiste et apporté leur soutien au gouvernement nationaliste de Taïwan. Lorsque Nixon entra en fonction, nombre de spécialistes de la politique étrangère américaine étaient toutefois parvenus à la conclusion que les États-Unis devaient cesser d'ostraciser la Chine, d'une part pour se ménager un accès au vaste marché chinois capable de relancer une économie américaine en perte de vitesse et d'autre part pour accentuer la scission sino-soviétique. Les dirigeants chinois, quant à eux, étaient favorables à un tel rapprochement pour diverses raisons, parmi lesquelles figuraient leur animosité envers l'URSS, leur désir d'accroître les échanges commerciaux et leur volonté d'être reconnus sur la scène internationale.
La perspective d'un réchauffement des relations sino-américaines était cependant loin de faire l'unanimité : aux États-Unis, une frange de républicains conservateurs menée par Barry Goldwater et Ronald Reagan était hostile à tout rapprochement tandis qu'une faction dirigée par Lin Biao tenait un discours similaire en Chine. Au cours des deux premières années du mandat de Nixon, les deux pays ne convinrent ensemble que de mesures symboliques, en particulier la suppression des restrictions liées aux voyages. L'extension de la guerre du Viêt Nam au Laos et au Cambodge gêna ce processus de normalisation qui ne s'interrompit pas pour autant. À l'issue des championnats du monde de tennis de table de 1971, les autorités chinoises invitèrent une équipe de pongistes américains à visiter la Chine, ce qui fut un prétexte pour un dialogue plus poussé entre Washington et Pékin. Peu après cet événement, Nixon leva l'embargo commercial sur la Chine, où Kissinger se rendit à la demande du président américain pour y rencontrer secrètement les officiels chinois. En juillet 1971, Kissinger s'entretint avec le Premier ministre chinois Zhou Enlai à qui il promit de ne pas soutenir l'indépendance de Taïwan ; Zhou invita alors Nixon à venir en Chine pour y poursuivre les échanges. Le 15 juillet, la Chine et les États-Unis stupéfièrent le monde entier en annonçant simultanément que Nixon se rendrait en Chine en février 1972. Les Nations unies adoptèrent dans la foulée la résolution 2758 qui reconnaissait la RPC comme le gouvernement légitime de la Chine et expulsait les représentants de Taïwan.

Rencontre entre Richard Nixon et le président du Parti communiste chinois Mao Zedong le 21 février 1972.

En prévision du voyage de Nixon, Kissinger donna à ce dernier des instructions pendant près de 40 heures. À sa descente de l'avion, sur le tarmac de l'aéroport de Pékin, le président mit un point d'honneur à serrer la main de Zhou, une chose que le secrétaire d'État John Foster Dulles avait refusé de faire en 1954 lorsque les deux hommes s'étaient rencontrés à Genève. La visite fut très soigneusement mise en scène par les deux partis en présence et les moments marquants de la rencontre retransmis en direct à des heures de grande écoute sur les chaînes de télévision américaines. En dehors de ses entretiens avec les dirigeants chinois, Nixon se rendit sur des sites historiques comme la Cité interdite, les Tombeaux des Ming et la Grande Muraille ; les Américains découvrirent ainsi la vie en Chine pour la première fois par l'intermédiaire des caméras.
Nixon et Kissinger rencontrèrent Mao Zedong et Zhou durant une heure dans la résidence privée officielle de Mao et ils discutèrent de nombreux sujets. Au terme des discussions, la Chine promit de ne pas intervenir au Viêt Nam tandis que les États-Unis s'engageaient à empêcher le Japon d'acquérir l'arme nucléaire. De plus, le communiqué conjoint reconnaissait Taïwan comme une partie intégrante de la Chine et envisageait une solution pacifique au problème de la réunification. Enfin, les échanges commerciaux entre les deux pays étaient renforcés et des ambassades officieuses ouvertes à Pékin et Washington. En dépit des critiques d'une partie des conservateurs, le rapprochement sino-américain initié par Nixon fut très bien accueilli aux États-Unis. Craignant la possibilité d'une alliance entre la Chine et les États-Unis, l'Union soviétique se fit plus accommodante dans ses rapports avec l'administration Nixon, ce qui favorisa la détente.

#### Relations avec l'URSS

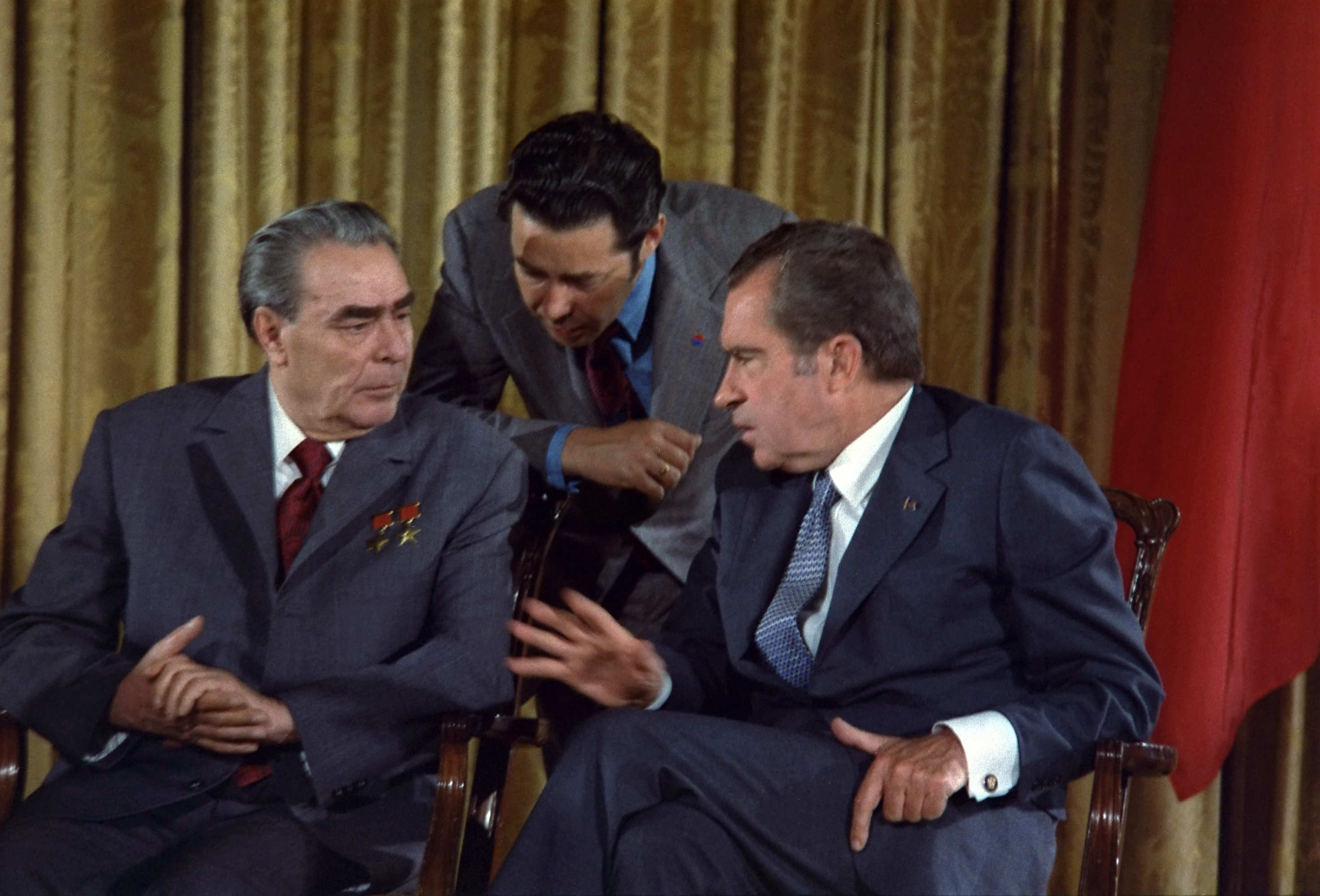
Rencontre entre Richard Nixon et Léonid Brejnev lors de la visite de ce dernier aux États-Unis, en juin 1973.

Le processus de détente, c'est-à-dire l'apaisement des tensions entre les États-Unis et l'Union soviétique, fut l'une des priorités majeures de Nixon, pour qui l'objectif était de « minimiser la confrontation dans les domaines marginaux et fournir, à tout le moins, des possibilités alternatives dans les domaines majeurs ». L'Allemagne de l'Ouest s'était elle aussi rapprochée du bloc de l'Est dans le cadre de l’Ostpolitik et Nixon souhaitait raffermir la suprématie américaine au sein de l'OTAN en prenant la tête des négociations avec Moscou. Le président américain pensait en outre que l'expansion du commerce avec l'Union soviétique serait bénéfique à l'économie américaine et permettrait aux deux pays de réduire leurs dépenses militaires. Du côté soviétique, la nécessité d'un rapprochement avec les États-Unis était dictée par les difficultés économiques du pays et la rupture d'avec la Chine.
Dès son arrivée au pouvoir, Nixon manifesta aux Soviétiques sa volonté de dialoguer : lors de sa première conférence de presse, il déclara ainsi que les États-Unis étaient prêts à accepter le principe de parité nucléaire ― et non de supériorité ― avec l'URSS. Kissinger échangea secrètement avec l'ambassadeur soviétique Anatoli Dobrynine au sujet d'un contrôle des armes atomiques et d'une éventuelle aide soviétique dans les tractations avec le Nord-Viêt Nam. À la recherche d'une monnaie d'échange dans le cadre de ces pourparlers, Nixon finança le développement des missiles MIRV, capables de mettre en difficulté les systèmes de missiles antibalistiques (ABM) existants. Les négociations sur le contrôle des armes nucléaires portèrent donc sur les systèmes ABM et MIRV ainsi que les divers composants de l'arsenal atomique des deux « Grands ». Après des discussions qui s'étalèrent sur plus d'un an, les représentants américains et soviétiques convinrent d'échafauder deux traités dont l'un porterait sur les systèmes ABM et l'autre sur la limitation des arsenaux nucléaires.
En mai 1972, Nixon rencontra Léonid Brejnev et plusieurs hauts responsables soviétiques lors du sommet de Moscou. Les deux chefs d'État signèrent le traité sur la limitation des armements stratégiques (SALT I), qui instaurait un plafond au nombre de missiles offensifs et de sous-marins lanceurs d'engins détenus par chaque pays. Un accord distinct, le traité ABM, fixait quant à lui à deux le nombre de systèmes de missiles antibalistiques entretenus par chacun des deux camps. Les États-Unis approuvèrent en outre la mise en place de la Conférence sur la sécurité et la coopération en Europe. Un accord commercial ratifié en octobre 1972 entre les États-Unis et l'Union soviétique augmenta considérablement les échanges entre les deux pays même si le Congrès refusa, contre la volonté de Nixon, d'étendre le statut de nation la plus favorisée à l'URSS.
Nixon entreprit un second voyage en Union soviétique en 1974. Lui et Brejnev se rencontrèrent à Yalta où ils discutèrent, entre autres, de la possibilité d'un pacte de défense mutuelle, mais il n'y eut pas d'avancée significative dans les négociations. La même année, le Congrès sapa la politique de détente de Nixon en adoptant l'amendement Jackson-Vanik, qui conditionnait l'octroi d'avantages économiques à l'URSS à un assouplissement de sa politique migratoire à l'égard des Juifs. Avec l'entrée en vigueur de ce texte, le sénateur Henry M. Jackson, hostile au processus de détente, souhaitait ainsi réagir à une taxe soviétique qui freinait le flux d'émigrants juifs, dont beaucoup cherchaient à s'installer en Israël. Furieux, les Soviétiques annulèrent l'accord commercial de 1972 et réduisirent le nombre de Juifs autorisés à émigrer. Malgré les critiques dont la détente faisait l'objet aussi bien à gauche qu'à droite, dans le premier cas en raison de préoccupations humanitaires, dans le second par crainte de se montrer trop accommodant à l'égard de l'URSS, la politique étrangère de Nixon contribua à réduire de manière significative les tensions de la guerre froide, même après son départ de la Maison-Blanche.

### Amérique latine

#### Cuba

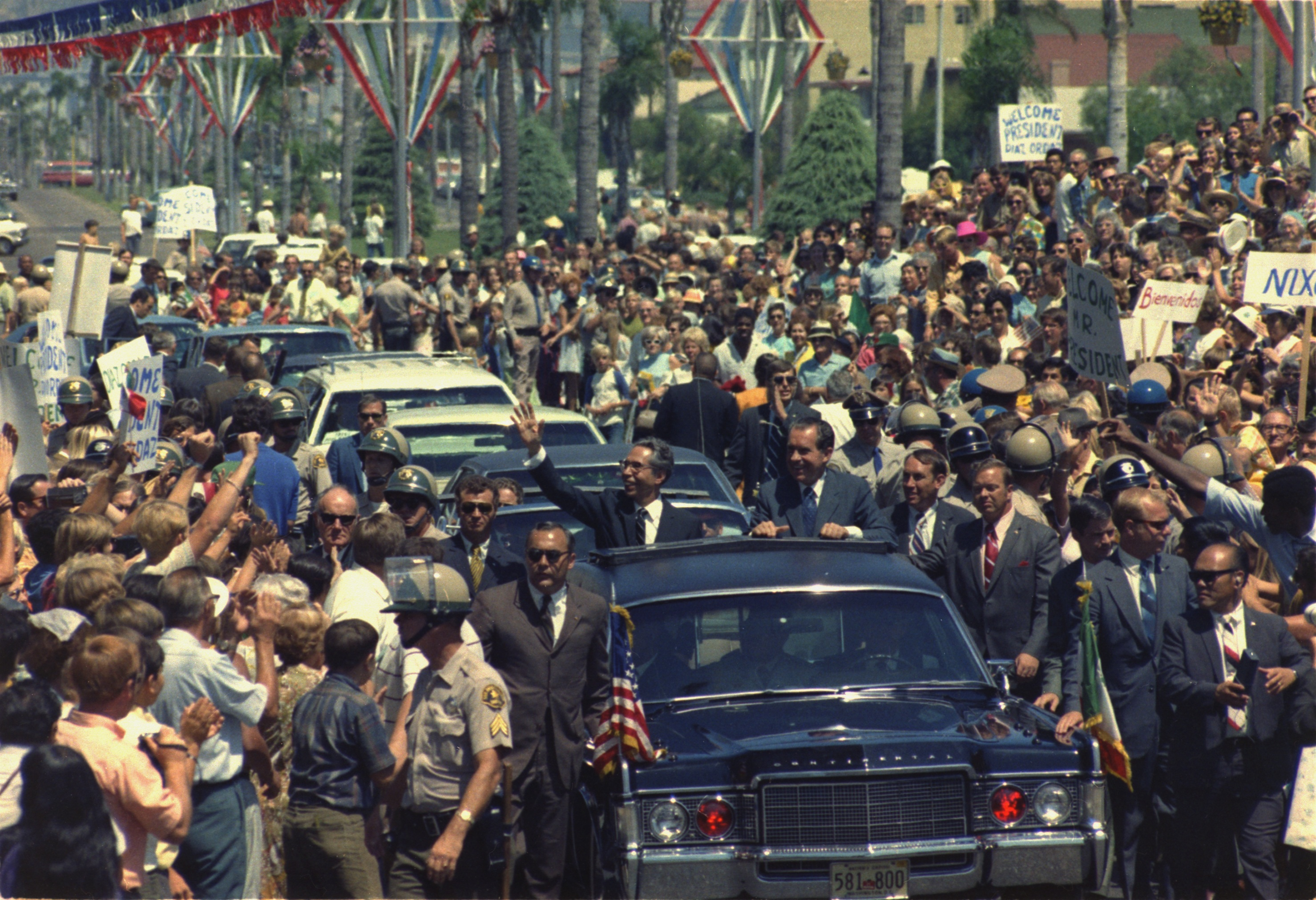
Nixon et le président mexicain Gustavo Díaz Ordaz à San Diego en Californie en septembre 1970.

Nixon avait fermement soutenu Kennedy lors du débarquement de la baie des Cochons en 1961 et de la crise des missiles de Cuba en 1962 ; à sa prise de fonction, il intensifia les opérations secrètes contre Cuba et son président Fidel Castro. Il maintint d'étroites relations avec la communauté cubaine en exil par l'intermédiaire de son ami, Bebe Rebozo (en). Ces activités inquiétèrent les Soviétiques et les Cubains qui craignaient que Nixon n'attaque Cuba en violation de l'accord tacite entre Kennedy et Khrouchtchev qui avait mis fin à la crise des missiles. En août 1970, les Soviétiques demandèrent à Nixon de réaffirmer l'accord. Malgré sa ligne dure contre Castro, il accepta. Les discussions furent ralenties lorsque les Américains découvrirent que les Soviétiques étendaient leur base dans le port cubain de Cienfuegos en octobre 1970. Une confrontation limitée s'ensuivit et se termina par la promesse soviétique de ne pas utiliser Cienfuegos pour accueillir des sous-marins nucléaires lanceurs d'engins. Les dernières notes diplomatiques réaffirmant l'accord de 1962 furent échangées en novembre.

#### Chili
À l'instar de ses prédécesseurs, Nixon était déterminé à empêcher l'avènement d'un État communiste en Amérique latine et son administration fut profondément secouée par la victoire du candidat marxiste Salvador Allende à l'élection présidentielle chilienne de 1970. Nixon organisa en secret une vigoureuse campagne de résistance à Allende : celle-ci avait pour but de s'opposer dans un premier temps à l'investiture du nouveau président (plan Track I) puis, en cas d'échec, de recourir à une « solution militaire » (plan Track II). Dans cette optique, des agents de la CIA sous fausse bannière contactèrent certains hauts dirigeants militaires chiliens afin de les pousser à commettre un coup d'État, dont le financement et les armes auraient été fournis par les États-Unis. Ces efforts se soldèrent néanmoins par un échec et Allende entra en fonction en novembre 1970.
L'administration Nixon réduisit alors drastiquement l'aide économique au Chili et convainquit les dirigeants de la Banque mondiale de bloquer tout prêt en direction de ce pays. De façon confidentielle, les États-Unis alimentèrent la propagande noire contre le régime chilien, organisèrent des grèves contre Allende et versèrent d'importantes sommes d'argent à ses adversaires ; lorsque le journal chilien El Mercurio sollicita en septembre 1971 une aide financière substantielle pour mener à bien sa campagne anti-Allende, Nixon autorisa personnellement le déblocage des fonds, dans ce que l'auteur Peter Kornbluh a décrit comme « un rare exemple de microgestion présidentielle d'une opération secrète ». En septembre 1973, un coup d'État militaire porta au pouvoir le général Augusto Pinochet. Allende périt lors du putsch dans des circonstances controversées, sur fond d'allégations faisant état d'une possible implication américaine. George Herring souligne qu'« aucune preuve n'a jamais été apportée pour prouver de manière concluante que les États-Unis ont fomenté ou participé activement au coup d'État », tout en admettant que Washington fut responsable du climat ayant conduit au putsch.

### Moyen-Orient

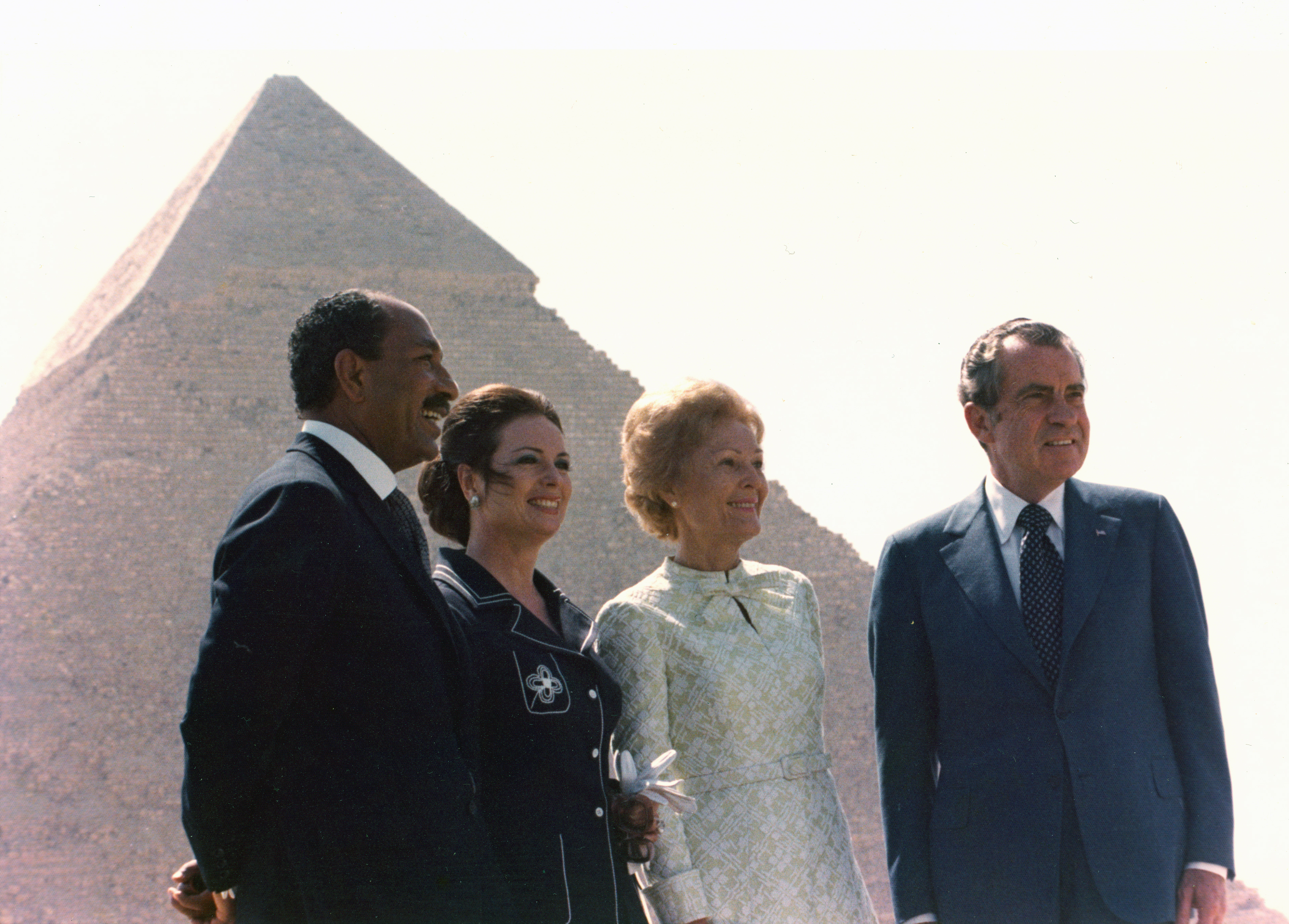
Le président égyptien Anouar el-Sadate, son épouse Jihane et le couple Nixon devant la pyramide de Khéops, en juin 1974.

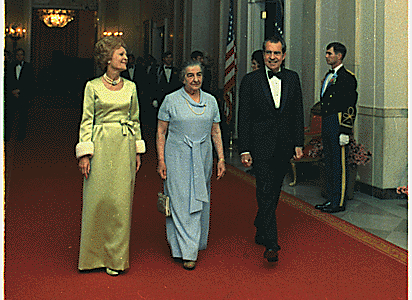
Pat Nixon, la Première ministre israélienne Golda Meir et le président Nixon lors d'une réception à la Maison-Blanche, en mars 1973.

Au début de son premier mandat, Nixon fit pression sur Israël au sujet de son programme nucléaire et élabora avec son administration un plan de paix dans lequel Israël se retirerait des territoires conquis lors de la guerre des Six Jours. Du fait de l'augmentation des livraisons d'armes soviétiques à l'Égypte, Nixon esquissa cependant un rapprochement avec Tel-Aviv en autorisant l'envoi d'avions de chasse F-4. En octobre 1973, après le rejet par le gouvernement israélien des offres de négociations du président égyptien Anouar el-Sadate sur les terres occupées par Tsahal lors du précédent conflit, l'Égypte et la Syrie déclenchèrent une attaque surprise contre Israël lors de la guerre du Kippour. Face au succès arabe initial, les États-Unis fournirent une assistance militaire massive à Israël, Nixon ayant passé outre aux réticences de Kissinger en la matière. Le déroulement de la guerre bascula en faveur de l'État hébreu dont les troupes progressèrent en territoire égyptien et syrien, seulement interrompues par un cessez-le-feu négocié entre Brejnev et Kissinger. Ce dernier s'efforça de tenir l'URSS à l'écart des négociations ultérieures entre Israël et les pays arabes, dans lesquelles le secrétaire d'État américain joua un rôle actif.
Bien que fondée en 1960, l'Organisation des pays exportateurs de pétrole (OPEP) n'exerça pas de contrôle effectif sur les prix du pétrole avant 1970, lorsque le dirigeant libyen Mouammar Kadhafi força les compagnies pétrolières de Libye à accepter une hausse des prix, incitant d'autres pays à faire de même. L'administration américaine ne fit rien pour s'y opposer, dans la mesure où elle considérait qu'une augmentation des prix dynamiserait la production nationale de pétrole. Rien de tel ne se produisit et, en 1973, les États-Unis consommaient 1,5 fois plus de pétrole qu'ils n'en produisaient localement. Toujours en 1973, en réaction au soutien des États-Unis à Israël lors de la guerre du Kippour, les pays de l'OPEP ralentirent leur production de pétrole, augmentèrent le prix du baril et décrétèrent un embargo à l'encontre des États-Unis et des pays qui avaient apporté une aide à Israël. L'embargo provoqua d'importantes pénuries d'essence et un rationnement du carburant aux États-Unis à la fin de l'année, mais les sanctions économiques furent suspendues par l'OPEP à la faveur des accords de paix mettant fin à la guerre du Kippour.

### Europe
Quelques semaines après son investiture en 1969, Nixon se rendit en Europe pour une tournée de huit jours. Il s'entretint avec le Premier ministre britannique Harold Macmillan à Londres et le président français Charles de Gaulle à Paris. Il fut également le premier président américain à visiter la Roumanie, la Yougoslavie et la Pologne. Les alliés des États-Unis au sein de l'OTAN n'occupaient toutefois qu'une place secondaire dans la politique étrangère de Nixon qui se préoccupait davantage du déroulement de la guerre du Viêt Nam et de la détente avec le bloc de l'Est. En 1971, les États-Unis, le Royaume-Uni, la France et l'URSS ratifièrent un accord quadripartite par lequel les Soviétiques s'engageaient à garantir l'accès à Berlin-Ouest en échange de l'assurance que ce territoire ne serait pas intégré à la République fédérale d'Allemagne.

### Déplacements internationaux
Nixon fit quinze voyages internationaux dans 42 pays au cours de sa présidence.

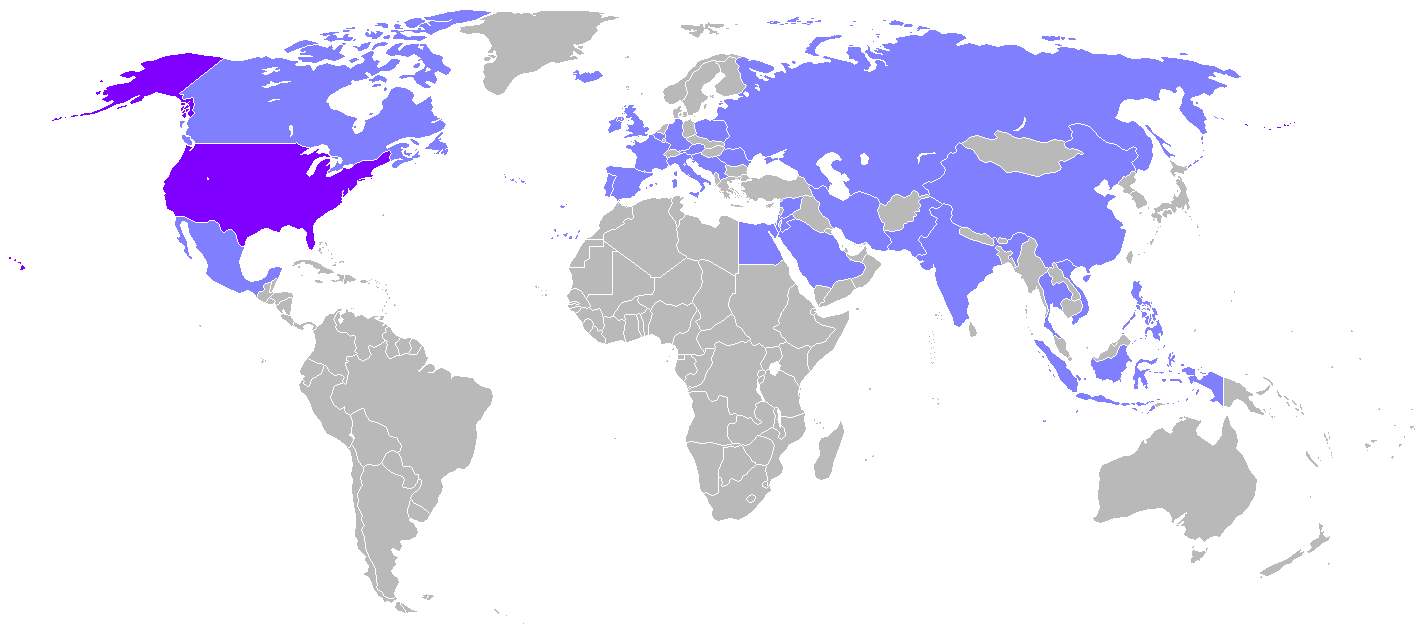
Pays visités par Nixon sous sa présidence.

|    | Dates                          | Pays                   | Lieux                   | Raisons du déplacement |
| -- | ------------------------------ | ---------------------- | ----------------------- | --- |
| 1  | 23 et 24 février 1969          | Belgique               | Bruxelles               | 23e assemblée du Conseil de l'Atlantique nord. Rencontre avec le roi Baudouin. |
| 1  | 24 au 26 février 1969          | Royaume-Uni            | Londres                 | Visite informelle. Prononciation de plusieurs discours en public. |
| 1  | 26 et 27 février 1969          | Allemagne de l'Ouest   | Berlin-Ouest Bonn       | Prononciation de plusieurs discours en public. Discours devant le Bundestag. |
| 1  | 27 et 28 février 1969          | Italie                 | Rome                    | Rencontre avec le président Giuseppe Saragat, le Premier ministre Mariano Rumor et d'autres représentants. |
| 1  | 28 février au 2 mars 1969      | France                 | Paris                   | Rencontre avec le président Charles de Gaulle. |
| 1  | 2 mars 1969                    | Vatican                | Palais du Vatican       | Audience avec le pape Paul VI. |
| 2  | 26 et 27 juillet 1969          | Philippines            | Manille                 | Visite officielle. Rencontre avec le président Ferdinand Marcos. |
| 2  | 27 et 28 juillet 1969          | Indonésie              | Jakarta                 | Visite officielle. Rencontre avec le président Suharto. |
| 2  | 28 au 30 juillet 1969          | Thaïlande              | Bangkok                 | Visite officielle. Rencontre avec le roi Rama IX. |
| 2  | 30 juillet 1969                | République du Viêt Nam | Saïgon Di An            | Rencontre avec le président Nguyen Van Thieu. Déplacement auprès des troupes américaines engagées dans la guerre du Viêt Nam. |
| 2  | 31 juillet et 1er août 1969    | Inde                   | New Delhi               | Visite officielle. Rencontre avec le président par intérim Mohammad Hidayatullah. |
| 2  | 1er et 2 août 1969             | Pakistan               | Lahore                  | Visite officielle. Rencontre avec le président Yahya Khan. |
| 2  | 2 et 3 août 1969               | Roumanie               | Bucarest                | Visite officielle. Rencontre avec le président Nicolae Ceaușescu. |
| 2  | 3 août 1969                    | Royaume-Uni            | RAF Mildenhall          | Rencontre informelle avec le Premier ministre Harold Wilson. |
| 3  | 8 septembre 1969               | Mexique                | Ciudad Acuña            | Inauguration du barrage Amistad aux côtés du président Gustavo Díaz Ordaz. |
| 4  | 20 et 21 août 1970             | Mexique                | Puerto Vallarta         | Visite officielle. Rencontre avec le président Gustavo Díaz Ordaz. |
| 5  | 27 au 30 septembre 1970        | Italie                 | Rome Naples             | Visite officielle. Rencontre avec le président Giuseppe Saragat. Déplacement auprès du personnel du commandement sud de l'OTAN. |
| 5  | 28 septembre 1970              | Vatican                | Palais du Vatican       | Audience avec le pape Paul VI. |
| 5  | 30 septembre au 2 octobre 1970 | Yougoslavie            | Belgrade Zagreb         | Visite officielle. Rencontre avec le président Josip Broz Tito. |
| 5  | 2 et 3 octobre 1970            | Espagne                | Madrid                  | Visite officielle. Rencontre avec le généralissime Francisco Franco. |
| 5  | 3 octobre 1970                 | Royaume-Uni            | Chequers                | Rencontre informelle avec la reine Élisabeth II et le Premier ministre Edward Heath. |
| 5  | 3 au 5 octobre 1970            | Irlande                | Limerick Timahoe Dublin | Visite officielle. Rencontre avec le Premier ministre Jack Lynch. |
| 6  | 12 novembre 1970               | France                 | Paris                   | Présence au service commémoratif en hommage à l'ancien président Charles de Gaulle. |
| 7  | 13 et 14 décembre 1971         | Portugal               | Terceira                | Rencontre avec le président français Georges Pompidou et le Premier ministre portugais Marcelo Caetano. Échange autour des questions monétaires internationales. |
| 8  | 20 et 21 décembre 1971         | Bermudes               | Hamilton                | Rencontre avec le Premier ministre britannique Edward Heath. |
| 9  | 21 au 28 février 1972          | Chine                  | Shanghaï Pékin Hangzhou | Visite officielle. Rencontre avec le président du Parti Mao Zedong et le Premier ministre Zhou Enlai. |
| 10 | 13 au 15 avril 1972            | Canada                 | Ottawa                  | Visite officielle. Rencontre avec le gouverneur général Roland Michener et le Premier ministre Pierre Trudeau. Discours devant le Parlement canadien. Signature de l'accord sur la qualité de l'eau des Grands Lacs. |
| 11 | 20 au 22 mai 1972              | Autriche               | Salzbourg               | Visite informelle. Rencontre avec le chancelier Bruno Kreisky. |
| 11 | 22 au 30 mai 1972              | Union soviétique       | Moscou Léningrad Kiev   | Visite officielle. Rencontre avec le chef du gouvernement Alexis Kossyguine et le secrétaire général Léonid Brejnev. Signature des traités SALT I ABM. |
| 11 | 30 et 31 mai 1972              | Iran                   | Téhéran                 | Visite officielle. Rencontre avec le shah Mohammad Reza Pahlavi. |
| 11 | 31 mai et 1er juin 1972        | Pologne                | Varsovie                | Visite officielle. Rencontre avec le Premier secrétaire Edward Gierek. |
| 12 | 31 mai et 1er juin 1973        | Islande                | Reykjavik               | Rencontre avec le président Kristján Eldjárn, le Premier ministre Ólafur Jóhannesson et le président français Georges Pompidou. |
| 13 | 5 au 7 avril 1974              | France                 | Paris                   | Présence au service commémoratif en hommage à l'ancien président Georges Pompidou. Rencontre avec le président par intérim Alain Poher, le président italien Giovanni Leone, le Premier ministre britannique Harold Wilson, le chancelier ouest-allemand Willy Brandt, le Premier ministre danois Poul Hartling, le dirigeant soviétique Nikolaï Podgorny et le Premier ministre japonais Kakuei Tanaka. |
| 14 | 10 au 12 juin 1974             | Autriche               | Salzbourg               | Rencontre avec le chancelier Bruno Kreisky. |
| 14 | 12 au 14 juin 1974             | Égypte                 | Le Caire Alexandrie     | Rencontre avec le président Anouar el-Sadate. |
| 14 | 14 et 15 juin 1974             | Arabie saoudite        | Djeddah                 | Rencontre avec le roi Fayçal. |
| 14 | 15 et 16 juin 1974             | Syrie                  | Damas                   | Rencontre avec le président Hafez al-Assad. |
| 14 | 16 et 17 juin 1974             | Israël                 | Tel-Aviv Jérusalem      | Rencontre avec le président Ephraïm Katzir et le Premier ministre Yitzhak Rabin. |
| 14 | 17 et 18 juin 1974             | Jordanie               | Amman                   | Visite officielle. Rencontre avec le roi Hussein. |
| 14 | 18 et 19 juin 1974             | Portugal               | Base aérienne de Lajes  | Rencontre avec le président António de Spínola. |
| 15 | 25 et 26 juin 1974             | Belgique               | Bruxelles               | Sommet de l'OTAN Bruxelles 1974. Rencontres séparées avec le roi Baudouin et la reine Fabiola, le Premier ministre Leo Tindemans, le chancelier ouest-allemand Helmut Schmidt, le Premier ministre britannique Harold Wilson et le Premier ministre italien Mariano Rumor. |
| 15 | 27 juin au 3 juillet 1974      | Union soviétique       | Moscou Minsk Oreanda    | Visite officielle. Rencontre avec le secrétaire général Léonid Brejnev, le président du præsidium Nikolaï Podgorny et le chef du gouvernement Alexis Kossyguine. Signature du traité sur la limitation des essais souterrains d'armes nucléaires. |

## Élection présidentielle de 1972
En vue du scrutin présidentiel de 1972, Nixon songea à créer un nouveau parti de centre-droit dont il serait le candidat avec John Connally en guise de colistier, mais il choisit finalement de concourir à nouveau sous la bannière du Parti républicain. Le succès des négociations avec la Chine et l'URSS améliorèrent sensiblement l'image de Nixon dans les mois précédant l'élection et ce dernier était presque assuré de la nomination de son parti à l'ouverture des primaires. Ses seuls adversaires, les députés au Congrès Pete McCloskey, opposé à la guerre du Viêt Nam, et John M. Ashbrook, hostile au processus de détente, furent écrasés d'entrée de jeu par Nixon lors de la primaire du New Hampshire et le président sortant fut facilement désigné par la convention républicaine en août 1972, par 1 347 votes de délégués sur 1 348. Le vice-président Spiro Agnew fut confirmé sur le ticket par acclamation.

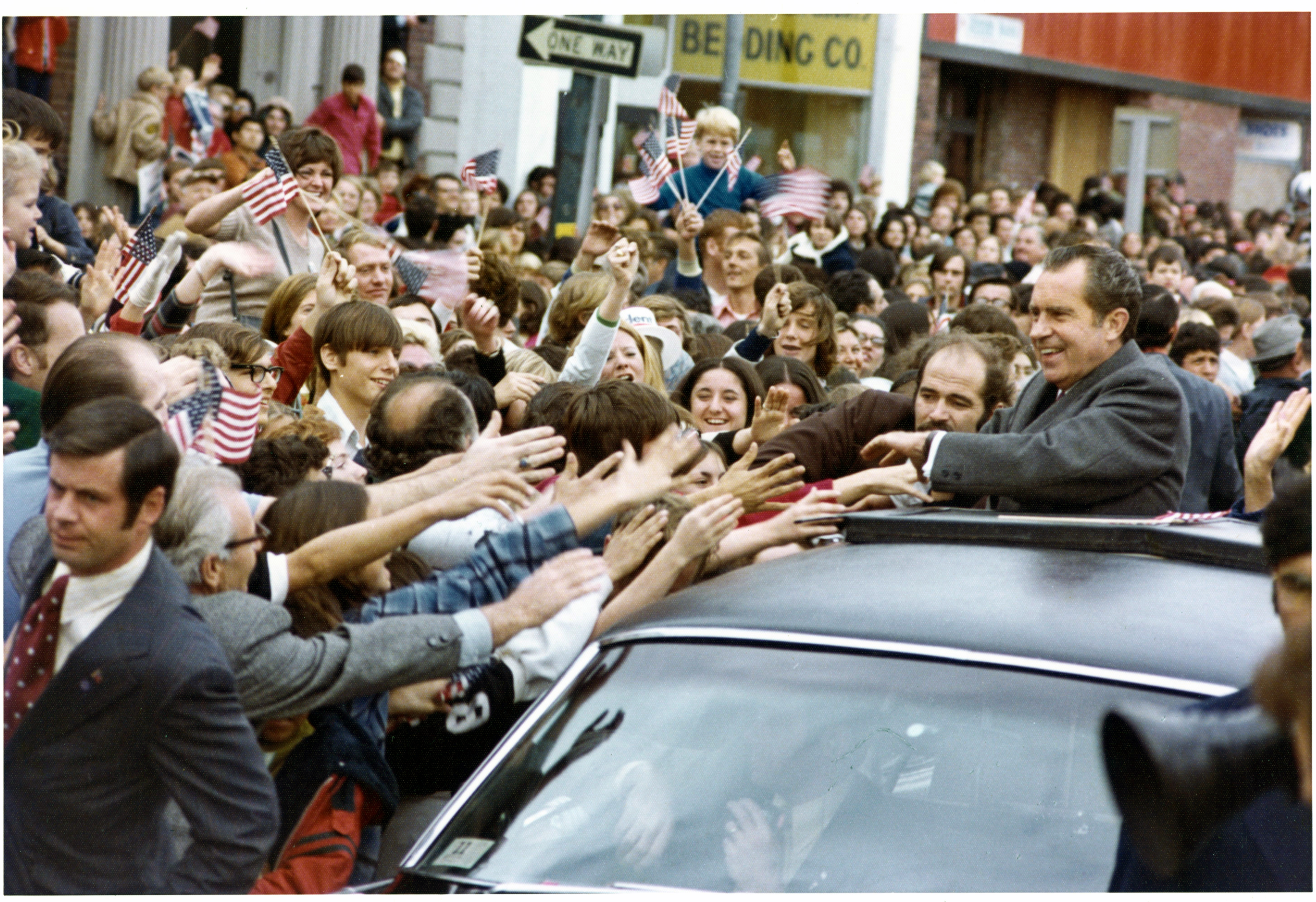
Nixon prenant un bain de foule lors de la campagne présidentielle de 1972.

Nixon s'attendait à devoir affronter le sénateur démocrate du Massachusetts Edward Kennedy (frère de l'ancien président), mais l'accident de Chappaquiddick brisa les chances de ce dernier de briguer la présidence. Nixon fit tout de même surveiller Kennedy par Howard Hunt, un ancien espion de la CIA membre de son équipe de campagne. Une possible candidature indépendante de George Wallace était également redoutée par Nixon qui, deux ans plus tôt, avait tenté d'empêcher l'accession de Wallace au poste de gouverneur de l'Alabama en finançant à hauteur de 400 000 dollars la campagne de son adversaire malheureux Albert Brewer. Prétendant à l'investiture démocrate de 1972, Wallace afficha son dynamisme en remportant plusieurs primaires mais, victime d'une tentative d'assassinat qui le laissa paralysé, il fut obligé de se retirer de la course.
En l'absence de Kennedy, le sénateur du Dakota du Sud Edmund Muskie et l'ancien vice-président Hubert Humphrey étaient tous deux bien placés pour obtenir la nomination démocrate mais le sénateur du Maine George McGovern les devança en remportant contre toute attente la primaire de Californie le 10 juin. À la convention démocrate réunie au mois de juillet, McGovern décrocha l'investiture de son parti. Le choix du colistier fut plus âprement débattu mais les délégués se mirent d'accord sur le sénateur Thomas Eagleton du Missouri. Lorsque la presse révéla qu'Eagleton avait réalisé plusieurs séjours en hôpital psychiatrique pour dépression, ce dernier fut remplacé sur le ticket démocrate par Sargent Shriver, beau-frère du président Kennedy.

Résultats de l'élection présidentielle américaine de 1972.

McGovern souhaitait fortement réduire les dépenses militaires, défendait l'amnistie pour ceux qui avaient refusé la conscription et était favorable à l'interruption volontaire de grossesse. Comme certains de ses partisans pensaient qu'il était en faveur de la légalisation des drogues, le candidat démocrate fut présenté comme défendant l'« amnistie, l'avortement et l'acide ». La candidature de McGovern fut également taxée d'amateurisme, principalement à cause de l'affaire Eagleton. Les attaques de McGovern, pour qui le gouvernement Nixon était « l'administration la plus corrompue de l'histoire de notre pays », n'eurent pas beaucoup d'effets alors que Nixon séduisit de nombreux électeurs démocrates de la classe ouvrière qui rejetaient les prises de position de leur parti sur les questions raciales et culturelles. Malgré l'entrée en vigueur d'une loi qui limitait le financement des campagnes électorales, Nixon disposait de fonds bien supérieurs à ceux de McGovern et bénéficia d'une couverture audiovisuelle très avantageuse.
Nixon resta en tête des sondages tout au long de la campagne, aidé par le déroulement des négociations de paix sur le Viêt Nam et une embellie économique. L'élection du 7 novembre 1972 vit un raz-de-marée en faveur de Nixon qui obtint 60 % du vote populaire, soit une avance de plus de 23 points sur son adversaire démocrate. Le résultat au collège électoral fut encore plus impressionnant avec 520 voix pour Nixon contre seulement 17 pour McGovern, qui ne remporta que le Massachusetts et le district de Columbia. Les démocrates conservèrent cependant leur majorité dans les deux chambres du Congrès. L'ampleur de la victoire de Nixon provoqua toutefois un certain flottement en leur sein et plusieurs députés sudistes conservateurs envisagèrent sérieusement de rejoindre les républicains afin de donner à ces derniers le contrôle de la Chambre ; le scandale du Watergate mit cependant un terme aux pourparlers.

## Scandale du Watergate et démission

### Comité pour la réélection du président
Après que l'administration Nixon eût vainement tenté de convaincre la Cour suprême d'interdire la publication des Pentagon Papers, Nixon et son conseiller John Ehrlichman créèrent l'« Unité d'enquêtes spéciales de la Maison-Blanche », également connue sous le nom de « plombiers ». Ces derniers avaient pour mission de prévenir toute nouvelle fuite d'informations et d'exercer des représailles contre Daniel Ellsberg, l'homme à l'origine du scandale des Pentagon Papers. Parmi les individus qui composaient l'équipe des plombiers figuraient Gordon Liddy, Howard Hunt et Charles Colson. Peu de temps après sa création, l'organisation cambriola le bureau du psychiatre d'Ellsberg. Plutôt que de s'appuyer sur le Comité national républicain, la campagne de réélection de Nixon fut conduite principalement sous l'égide du Comité pour la réélection du président (CRP), dont les responsables étaient d'anciens fonctionnaires de la Maison-Blanche. Liddy et Hunt s'impliquèrent fortement dans les activités du CRP, notamment en faisant espionner à plusieurs reprises le camp démocrate.

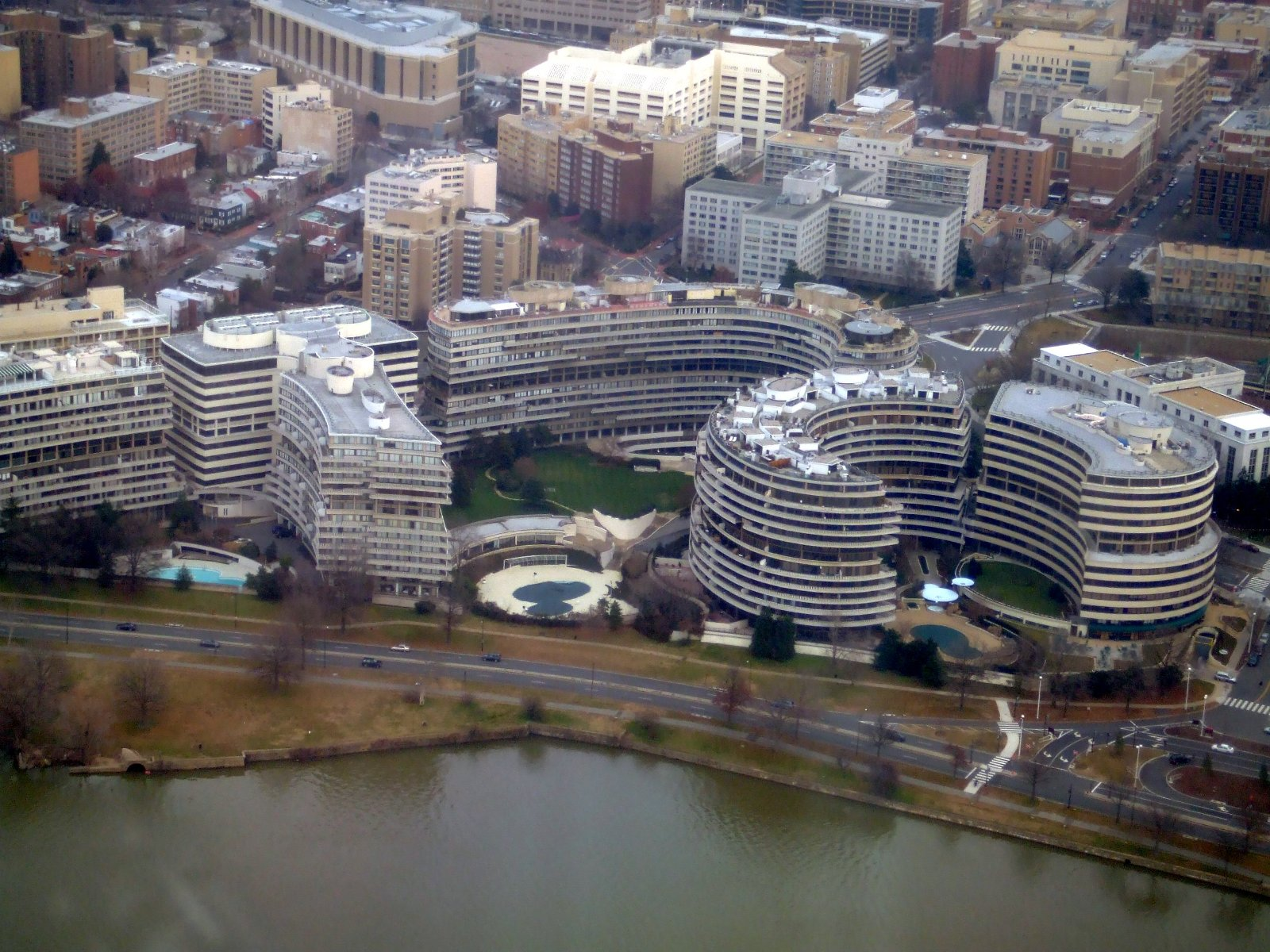
Le complexe du Watergate en 2006.

À l'occasion des primaires démocrates de 1972, le CRP s'employa à favoriser la nomination de McGovern, que Nixon et ses alliés considéraient comme le candidat le plus facile à battre lors du scrutin général. Bien que n'étant pas informé dans le détail des agissements du CRP, Nixon approuva l'opération dans ses grandes lignes. Le CRP concentra en priorité ses attaques sur le sénateur Edmund Muskie, dont le chauffeur était en réalité un espion à la solde des républicains. En outre, les membres du comité créèrent de toutes pièces plusieurs organisations factices réputées favorables à Muskie et s'en servirent pour répandre de faux bruits contre les autres candidats démocrates : le sénateur Henry M. Jackson fut ainsi accusé d'avoir été arrêté par la police pour s'être adonné à des activités homosexuelles tandis qu'Hubert Humphrey aurait prétendument été impliqué dans un accident de la route alors qu'il conduisait en état d'ivresse.
En juin 1972, Hunt, Liddy et une équipe de plombiers s'introduisirent par effraction dans le complexe immobilier du Watergate, qui abritait le siège du Comité national démocrate. L'opération fut déjouée par la police et l'administration Nixon s'empressa de nier toute implication dans l'incident. Les auteurs du « cambriolage » furent inculpés au mois de septembre suivant mais, par ordre du juge fédéral John Sirica, aucun détail ne fut communiqué sur l'affaire jusqu'à la fin de la période électorale. De fait, et bien que le Watergate demeurât un sujet de discussion tout au long de la campagne de 1972, son influence sur le scrutin fut relativement faible. Les motivations des cambrioleurs du Watergate restent quant à elles sujettes à controverse.

### Scandale du Watergate
Même s'il n'avait peut-être pas été informé au préalable de l'intrusion au Watergate, Nixon se retrouva impliqué dans une tentative de dissimulation. Lui et son chef de cabinet H. R. Haldeman firent en effet pression sur le FBI pour que ce dernier mît un terme à son enquête sur le Watergate et le conseiller juridique de la Maison-Blanche John Dean demanda aux cambrioleurs de nier toute implication de l'exécutif dans l'affaire en échange d'argent et d'une grâce présidentielle. Lors du procès qui aboutit à la condamnation des cambrioleurs en janvier 1973, le rôle de la Maison-Blanche fut escamoté, mais le Congrès s'intéressa à son tour à l'affaire et plus particulièrement aux éventuelles connexions entre Nixon et le Watergate. Le représentant démocrate Tip O'Neill alla jusqu'à affirmer que, lors de la campagne de 1972, Nixon et ses alliés « ont commis trop de choses. Trop de gens sont au courant de ça. Il n'est pas possible de le passer sous silence. Le moment viendra où l’impeachment [la destitution] heurtera ce Congrès de plein fouet ». Au cours de son second mandat, Nixon demeura actif en politique étrangère mais les retombées du scandale du Watergate bloquèrent toute initiative majeure sur le plan intérieur.

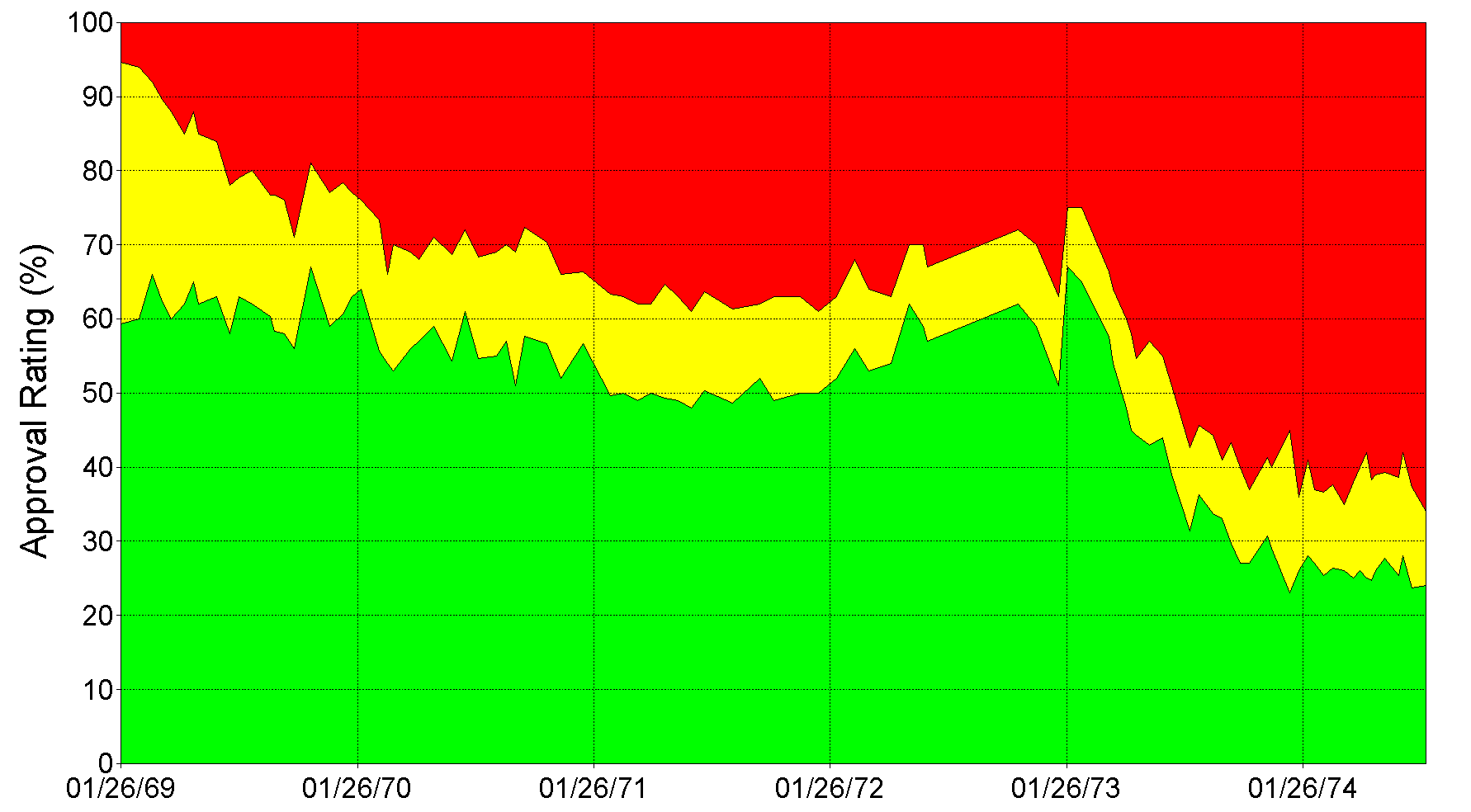
Cote de popularité de Nixon sous sa présidence selon l'institut Gallup.

Sur les instances du chef de la majorité démocrate au Sénat Mike Mansfield, le sénateur Sam Ervin de Caroline du Nord présida une commission sénatoriale chargée d'enquêter sur le Watergate. Les audiences tenues par la commission furent retransmises à la télévision et largement suivies. Au fil des entretiens avec les témoins, les révélations en lien avec le Watergate ainsi qu'à toute une série de méfaits perpétrés par des membres de l'administration présidentielle s'accumulèrent et la cote de popularité de Nixon s'effondra. Les journalistes Bob Woodward et Carl Bernstein, du Washington Post, contribuèrent également, par leur travail, à hisser les investigations sur l'affaire en une des journaux. Nixon déclara de son côté que les audiences n'étaient rien de plus qu'une chasse aux sorcières motivée par des considérations partisanes, mais la participation active de certains sénateurs républicains à l'enquête fragilisa sa défense. En avril 1973, Nixon limogea Haldeman, Erlichman et le procureur général Richard Kleindienst qui fut remplacé par Elliot Richardson. Avec l'accord du président, Richardson nomma Archibald Cox pour enquêter sur le Watergate en qualité de procureur spécial indépendant.
Craignant d'être utilisé comme bouc-émissaire par Nixon pour son rôle dans la dissimulation du scandale, John Dean accepta de coopérer avec les enquêteurs au sujet du Watergate ; le 25 juin 1973, il accusa Nixon d'avoir participé directement à l'étouffement de l'affaire. Le mois suivant, l'assistant de la présidence Alexander Butterfield déclara devant la commission d'enquête du Sénat que Nixon avait un système d'écoute secret qui enregistrait ses conversations et ses appels téléphoniques à l'insu de ses interlocuteurs. Ces enregistrements furent exigés par le procureur Cox mais Nixon refusa de les donner en invoquant le « privilège de l'exécutif » garantissant la séparation des pouvoirs ainsi que des raisons de sécurité nationale. L'opposition entre Nixon et Cox devint si grande que ce dernier fut limogé sur ordre du président le 23 octobre dans ce que les commentateurs appelèrent le « massacre du samedi soir ». Le procureur général Richardson et son adjoint, William Ruckelshaus, avaient démissionné pour ne pas avoir à appliquer l'ordre et ce fut le no 3 du département de la Justice, Robert Bork, qui se chargea du renvoi de Cox.

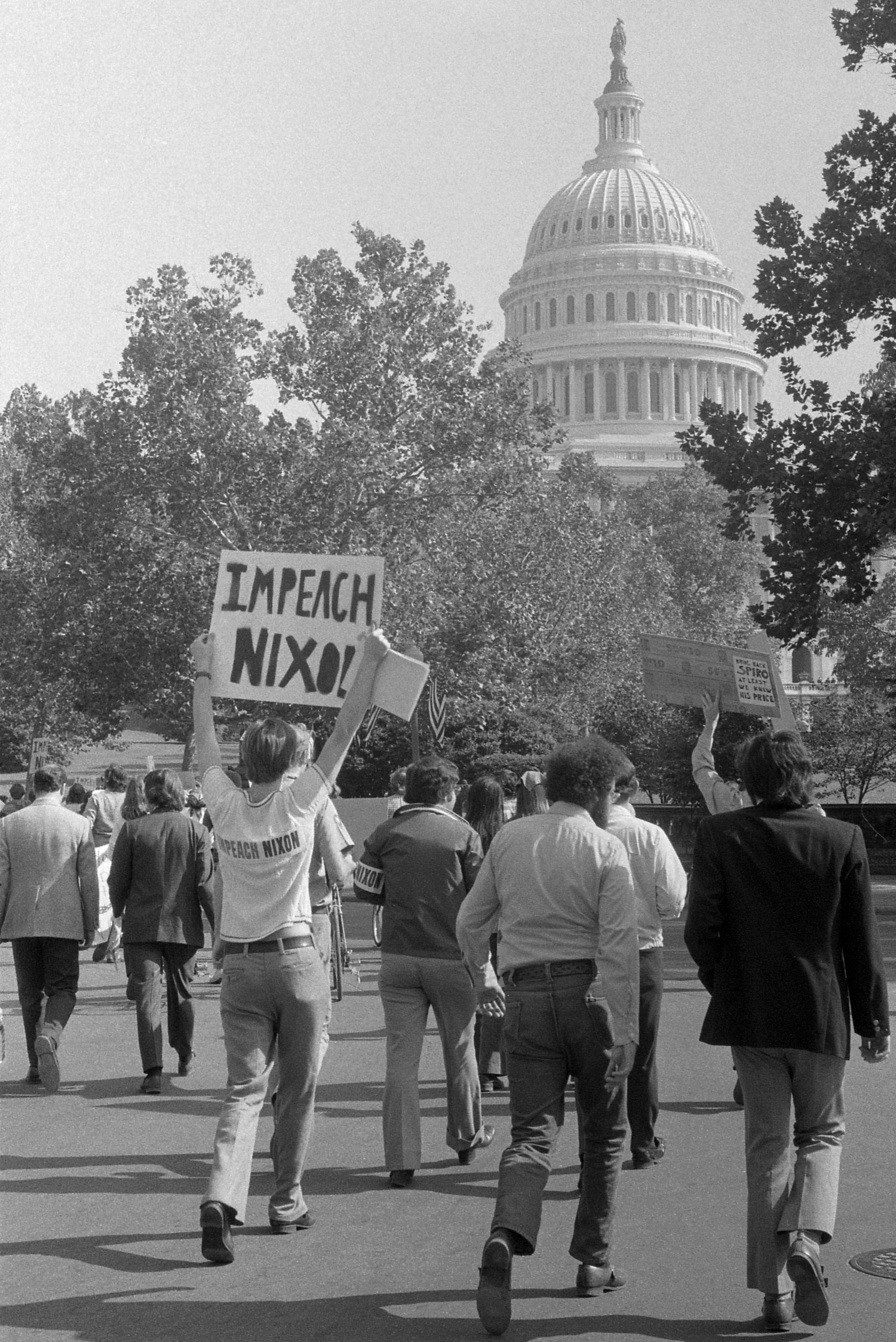
Un manifestant demandant l'impeachment de Nixon en octobre 1973.

Cette décision fut accueillie par une vague d'indignation et, le 30 octobre, le comité judiciaire de la Chambre des représentants commença à étudier la possibilité de déclencher une procédure d'impeachment contre le président. Le jour suivant, le procureur spécial Leon Jaworski succéda à Cox et Nixon se résigna à présenter certains enregistrements. Lorsque les bandes furent transmises quelques semaines plus tard, les avocats de Nixon révélèrent qu'un enregistrement audio des conversations tenues à la Maison-Blanche le 20 juin 1972 présentait une interruption de 18 minutes. Rose Mary Woods, la secrétaire personnelle du président, affirma qu'elle avait accidentellement effacé le passage lorsqu'elle retranscrivit les échanges mais cette version fut largement critiquée. L'interruption, tout en n'étant pas une preuve de culpabilité du président, jeta un doute sur la déclaration de Nixon selon laquelle il n'était pas au courant des agissements de ses conseillers. Lors d'une conférence de presse retransmise à la télévision au mois de novembre, Nixon reconnut avoir fait des erreurs mais il insista sur le fait qu'il ne savait rien du cambriolage, qu'il n'avait pas enfreint la loi et qu'il n'avait appris les entraves à la justice qu'au début de l'année 1973. Il déclara au cours du même entretien : « le peuple doit savoir si son président est un escroc ou non. Eh bien je ne suis pas un escroc. J'ai mérité tout ce que je possède ».
Dans les semaines qui suivirent, le locataire de la Maison-Blanche continua de clamer son innocence et jura de rester en fonction. Toutefois, dans les tribunaux et au Congrès, la bataille judiciaire gagna en intensité. Le 1er mars 1974, un grand jury inculpa sept anciens collaborateurs de Nixon pour conspiration visant à entraver l'enquête sur le Watergate. Comme cela fut révélé plus tard, les jurés désignèrent Nixon comme ayant été partie prenante de cette conspiration mais sans retenir aucune charge contre lui. Dans le même temps, le procureur Jaworski et le comité judiciaire de la Chambre exigeaient toujours de Nixon qu'il leur transmît les enregistrements, ce que ce dernier se refusait obstinément à faire, ne consentant à leur remettre que des transcriptions altérées. En avril 1974, Nixon rendit ainsi publiques 1 200 pages de conversation entre lui et ses conseillers dont le contenu choqua jusque dans les rangs de ses partisans. Quelques jours plus tard, le 9 mai, le comité judiciaire de la Chambre lança une procédure de destitution contre le président. Cette procédure fut retransmise sur la plupart des grandes chaînes de télévision et les audiences culminèrent lors des votes sur les charges d'accusation ; le premier, portant sur l'accusation d'obstruction à la justice, se déroula le 27 juillet 1974 avec 27 voix pour et 11 contre. Le 24 juillet, la Cour suprême jugea unanimement que tous les enregistrements audios devaient être présentés et pas seulement les parties choisies par la présidence.

### Démission de Nixon

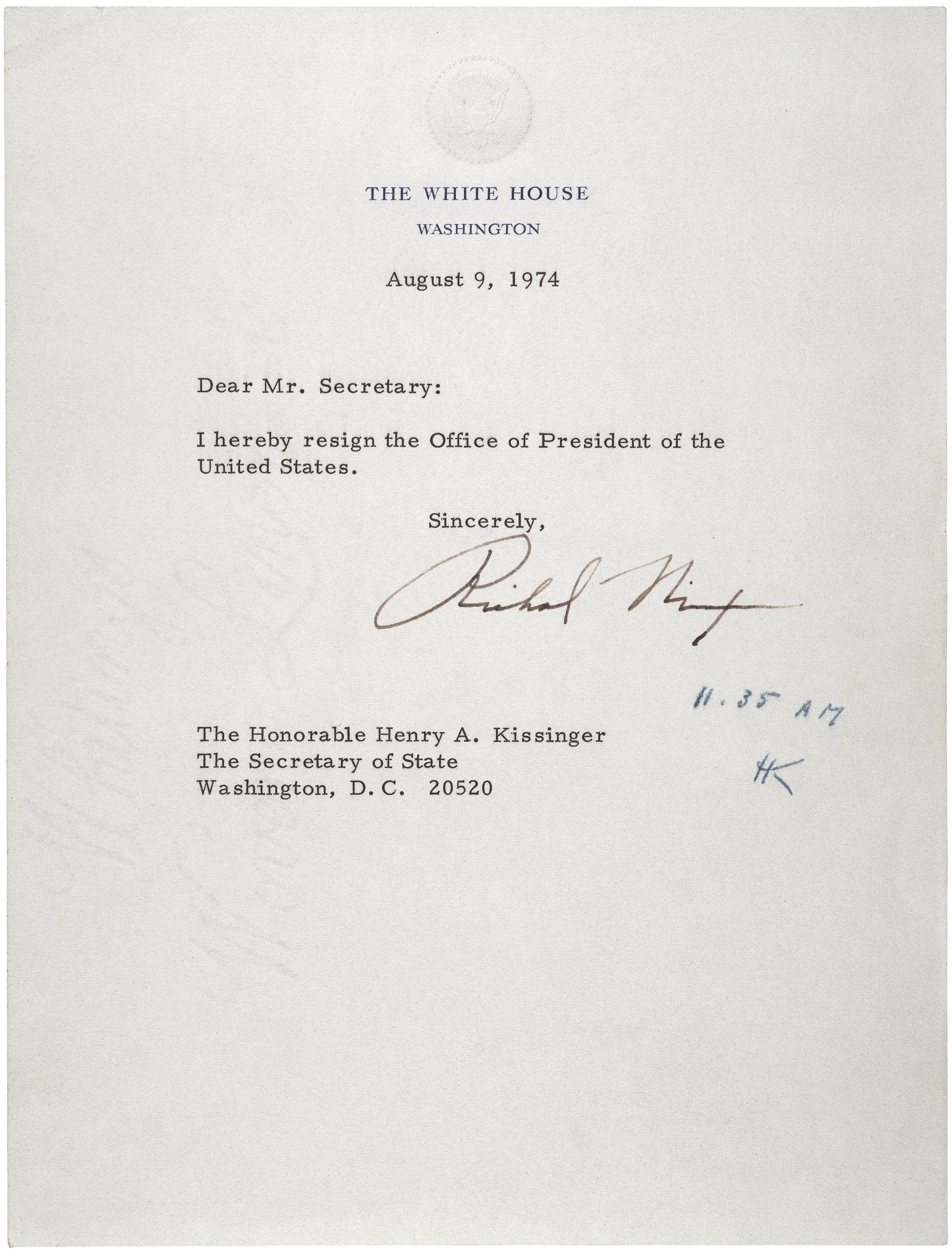
Lettre de démission de Richard Nixon adressée au secrétaire d’État Henry Kissinger (archives nationales américaines).

Malgré les dégâts causés par les nouvelles révélations, Nixon espérait pouvoir passer à travers. Cependant, l'un de ces nouveaux enregistrements, réalisé peu après le cambriolage, démontra qu'il avait été informé du lien entre la Maison-Blanche et les cambrioleurs peu après l'effraction et avait approuvé des plans pour entraver l'enquête. Dans le communiqué accompagnant la publication du Smoking Gun Tape (« enregistrement de l'arme du crime ») le 5 août 1974, Nixon assuma sa responsabilité pour avoir menti au pays sur le moment où on l'avait informé de la vérité sur le cambriolage du Watergate et déclara qu'il avait eu un trou de mémoire. Il rencontra peu après les chefs républicains du Congrès et apprit qu'au mieux 15 sénateurs étaient prêts à voter pour son acquittement, bien moins que les 34 dont il avait besoin pour éviter la destitution ; celle-ci était donc inévitable.
Le 8 août, à 11 h du matin, Nixon informa le vice-président Gerald Ford de l'imminence de son départ et annonça le soir même, dans un discours à la nation tout entière, son intention de quitter ses fonctions le lendemain à midi. Le discours fut prononcé depuis le Bureau ovale et fut retransmis en direct à la télévision et à la radio. Nixon avança qu'il démissionnait pour le bien du pays et demanda à la nation de soutenir le nouveau président, Gerald Ford. Il rappela les réussites de sa présidence en particulier en politique étrangère. Il défendit son bilan en tant que président et déclara en citant un discours de 1910 de Theodore Roosevelt :

« Parfois j'ai réussi et parfois j'ai échoué mais j'ai toujours pris à cœur ce que Theodore Roosevelt avait dit sur l'homme dans l'arène « dont le visage est couvert de sueur, de poussière et de sang, qui se bat vaillamment, qui se trompe, qui échoue encore et encore car il n'y a pas d'effort sans erreur et échec, mais qui fait son maximum pour progresser, qui connaît le grand enthousiasme et la grande dévotion, qui se consacre à une noble cause, qui sait qu'au mieux il connaîtra in fine le triomphe d'une grande réalisation et qui, s'il échoue, échouera en ayant tenté de grandes choses. »

Nixon ne reconnut cependant aucun des faits pour lesquels il était accusé, ce qui fait de son discours un « chef-d'œuvre » selon Conrad Black, l'un de ses biographes. Black considère que « ce qui aurait dû être une humiliation sans précédent pour un président américain, Nixon le convertit en une reconnaissance quasi-institutionnelle du manque de soutien parlementaire pour continuer. Il partit tout en consacrant la moitié de son allocution à rappeler les réussites de sa présidence ». La réaction des commentateurs fut généralement favorable et seul Roger Mudd de CBS avança que Nixon avait évité le sujet et n'avait pas reconnu son rôle dans le scandale.
Dans la matinée du 9 août, Nixon transmit à son secrétaire d'État Henry Kissinger un bref message stipulant : « par la présente, je démissionne de la fonction de président des États-Unis ». Kissinger apposa ses initiales sur le courrier pour attester de sa réception et inscrivit l'heure, 11 h 35, qui fut officiellement celle de la fin de la présidence de Nixon. Gerald Ford, dans son premier discours en tant que président, déclara : « mes chers compatriotes, notre long cauchemar national est fini ». Nixon est, à ce jour, le seul président américain à avoir démissionné. Un mois après le départ de son prédécesseur, Ford accorda à Nixon un pardon complet et inconditionnel pour tous les crimes qu'il aurait pu commettre envers le pays en tant que président.

## Postérité

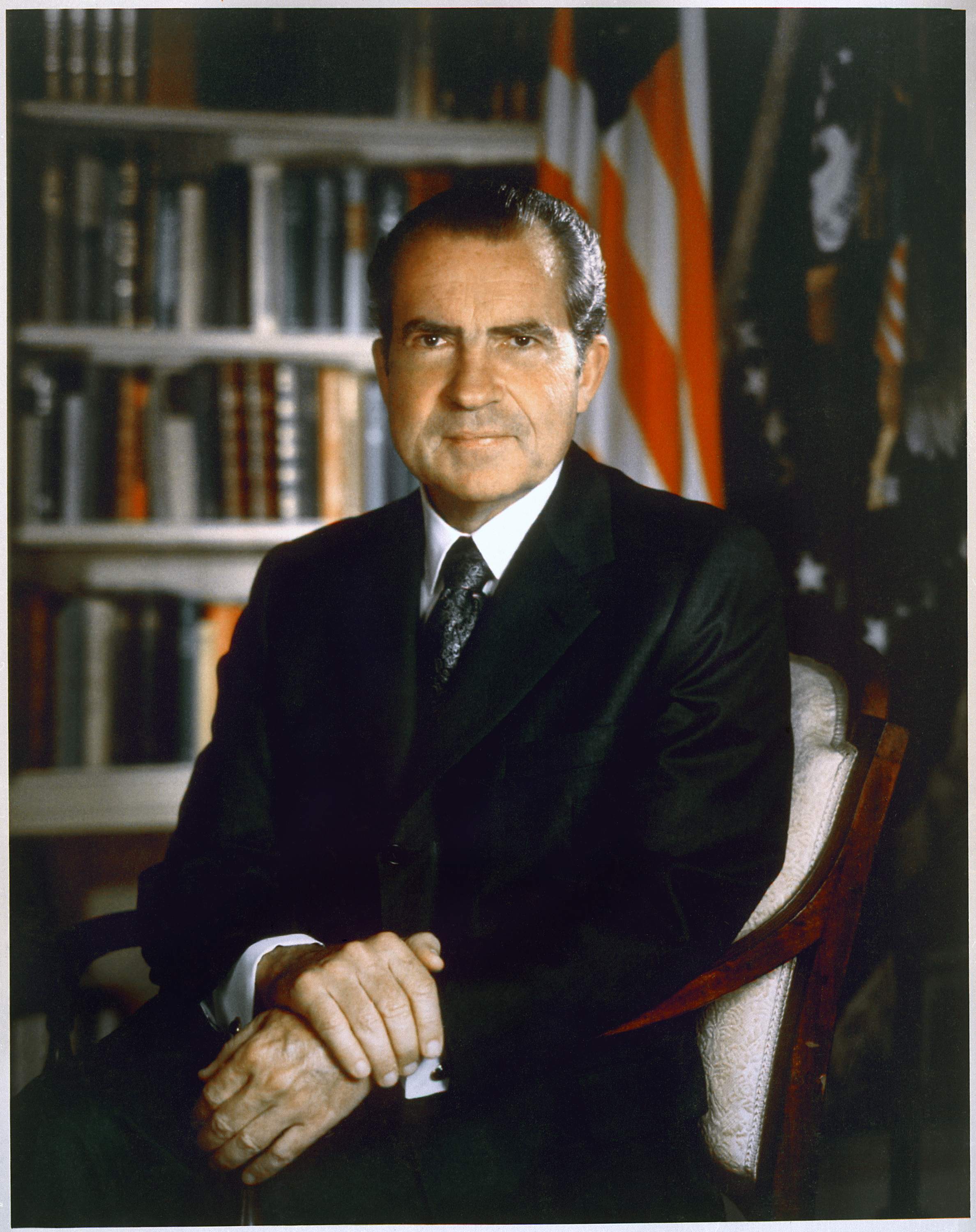
Richard Nixon en juillet 1971.

Nixon est considéré par les historiens et les politologues comme un président inférieur à la moyenne,,. En 1998, il arriva premier d'une liste des dix plus mauvais présidents des États-Unis. Dans un sondage mené en 2018 au sein de l’American Political Science Association, Nixon figurait à la 33e place du classement des présidents américains, tandis qu'une enquête réalisée par la chaîne de télévision C-Span en 2017 classa Nixon en 28e position. Les biographes de Nixon sont en désaccord sur la façon dont il sera perçu par l'histoire. Selon Ambrose, « Nixon voulait être jugé sur ce qu'il a accompli. Ce dont on se souviendra est le cauchemar dans lequel il a plongé le pays lors de son second mandat et sa démission ». Aitken considère que « Nixon, à la fois en tant qu'homme et homme d'État, a été excessivement vilipendé pour ses fautes et insuffisamment reconnu pour ses vertus. Pourtant même dans un esprit de révisionnisme historique, aucun verdict simple n'est possible ». André Kaspi et Hélène Harter écrivent que, dans la mémoire collective des Américains, Nixon est le « président maudit […] qui a perverti la démocratie américaine », mais soulignent que son bilan, en particulier dans le domaine de la politique étrangère, fait désormais l'objet d'une réévaluation plus positive. Sa décision de renouer le dialogue avec la Chine est ainsi considérée comme un tournant majeur dans l'histoire des relations internationales et du XXe siècle en général. De même, Antoine Coppolani note que la politique intérieure de Nixon fut à l'origine de réelles avancées telles que le renforcement de l'État-providence, l'apaisement des tensions raciales à travers le pays ou les lois sur l'environnement.  
L'historien et politologue James MacGregor Burns déclara à propos de Nixon : « comment peut-on évaluer un président aussi particulier, si brillant et si moralement corrompu ? ». Le professeur de droit constitutionnel Cass Sunstein écrit : « si vous devez citer les cinq présidents les plus importants de l'histoire américaine, vous pouvez être sûrs que Nixon fait partie de la liste ». De son côté, Melvin Small, auteur d'une étude sur la présidence de Nixon, estime que « s'il est possible d'évaluer les années passées par Nixon à la Maison-Blanche sans tenir compte de son caractère et des scandales qui ont conduit à sa démission, alors il est certain que sa présidence semble loin d'être un échec ». Small remarque néanmoins la chose suivante : « le Watergate ne commença pas avec l'intrusion des agents du CREEP au quartier général du Parti démocrate en 1972. Il commença dès lors que Nixon entra en fonction, armé de sa caisse noire privée et prêt à combattre ses ennemis par des moyens justes et injustes… Aucun président, avant ou après lui, n'a ordonné ou participé à autant d'actes illégaux et extralégaux graves qui violaient les principes constitutionnels ». Claude-Jean Bertrand, qui considère le Watergate comme « le pire scandale de l'histoire de la présidence », abonde dans ce sens et affirme que Nixon, par ses méthodes retorses, avait fini par constituer « peu à peu une menace pour la démocratie ».
Ken Hughes, du Miller Center of Public Affairs, note que « les chercheurs qui classent [Nixon] comme progressiste, modéré ou conservateur trouvent de nombreuses preuves à l'appui de chacune de ces étiquettes, mais aucune preuve définitive pour l'une ou l'autre de ces catégories… En politique étrangère et intérieure, les penchants de Nixon étaient conservateurs, mais il assuma les devoirs de la présidence à la fin des années 1960, qui correspondaient au sommet du progressisme d'après-guerre ». James Patterson décrit pour sa part Nixon comme étant « de loin » le président républicain le plus progressiste du XXe siècle, en dehors de Theodore Roosevelt. Coppolani relève sur ce point que « la double impulsion des Cours, dans le domaine des droits civiques, et d'un Congrès à majorité démocrate, s'agissant en particulier des lois sur l'environnement, contribua à pousser l'Administration républicaine dans une direction progressiste ». D'autres spécialistes rechignent cependant à attribuer cette étiquette à Nixon, tels Irwin Unger pour qui la présidence de ce dernier « fut davantage […] une présidence de transition entre l'âge d'or du libéralisme des années 1960 et la révolution conservatrice reaganienne des années 1980 ». Nixon considérait ses actions concernant le Viêt Nam, la Chine et l'Union soviétique comme des éléments clés de sa place dans l'histoire. George McGovern, l'adversaire de Nixon en 1972, commenta en 1983 que « le président Nixon avait une approche plus pragmatique vis-à-vis des deux superpuissances, la Chine et l'Union soviétique, que tout autre président depuis la Seconde Guerre mondiale… À l'exception de son inexcusable poursuite de la guerre au Viêt Nam, Nixon sera très bien noté par l'histoire ». Le spécialiste politique Jussi M. Hanhimäki est en désaccord et affirme que la diplomatie de Nixon n'était rien d'autre que la simple poursuite de la doctrine d'endiguement de la guerre froide en utilisant des moyens diplomatiques plutôt que militaires. L'historien Keith W. Olson a écrit que Nixon a laissé un héritage négatif : une méfiance profonde vis-à-vis du gouvernement, à cause du Viêt Nam et du Watergate. Un autre élément de son bilan politique réside dans la perte de pouvoir de la présidence après le vote par le Congrès de législations plus restrictives, à la suite du Watergate.